# Karl II. (England)

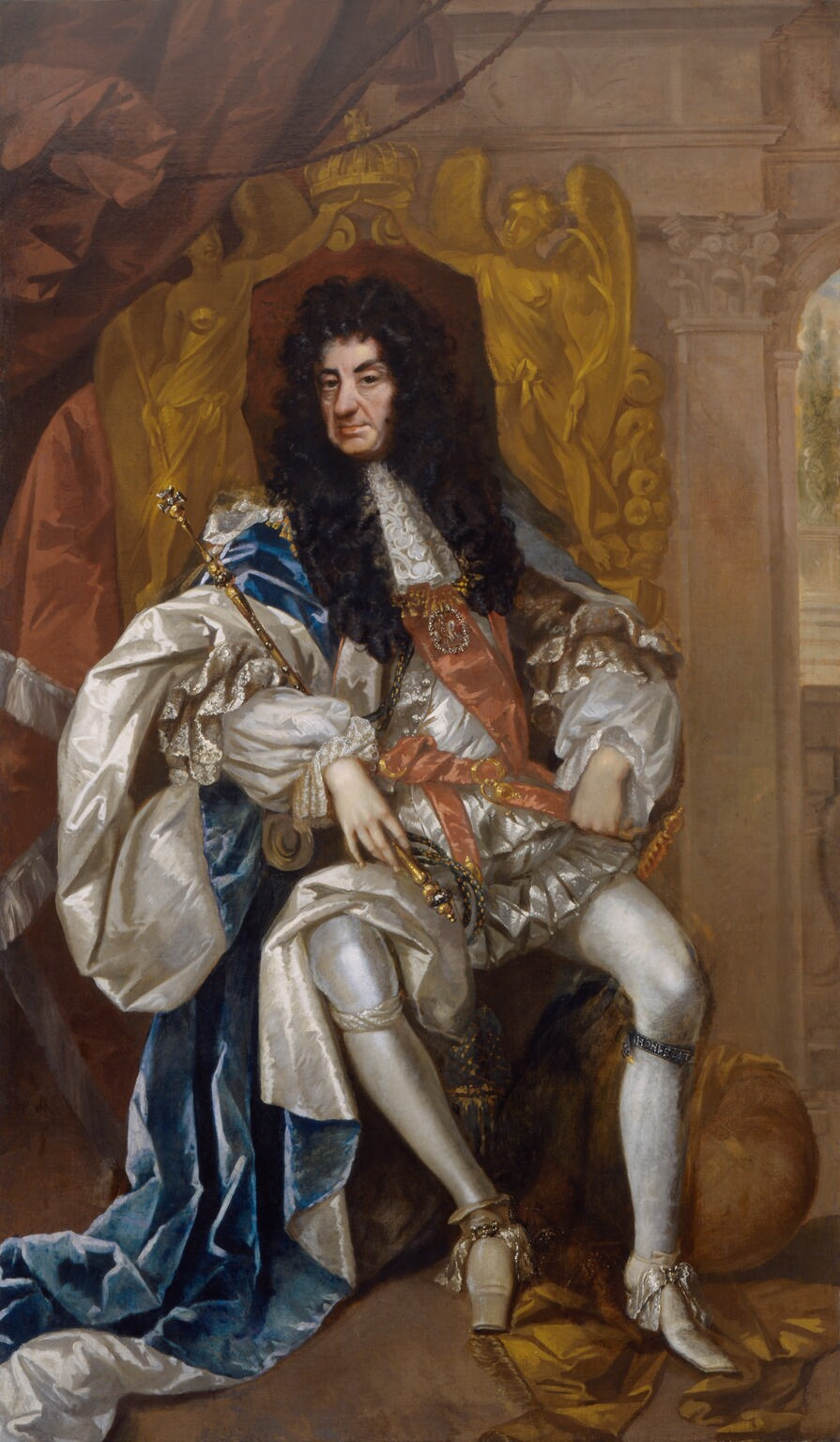
König Karl II. (um 1680), Gemälde von Thomas Hawker.
Karls Unterschrift:

Karl II. (englisch Charles II [t͡ʃɑːlz ðə sekɘnd]; auch The Merry Monarch genannt; * 29. Mai 1630 in London; † 6. Februar 1685 ebenda) aus dem Haus Stuart war König von England, Schottland und Irland (durch die Monarchisten am 30. Januar 1649 ausgerufen; Thronbesteigung nach der Wiederherstellung der Königswürde am 29. Mai 1660).

## Leben

### Kindheit und Jugend
Karl war der zweite Sohn von König Karl I. von England, Schottland und Irland und der Königin Henrietta Maria, einer geborenen Prinzessin von Frankreich. Als er am 29. Mai 1630 zur Welt kam, war er der erhoffte Thronfolger, nachdem sein älterer Bruder ein Jahr zuvor am Tag seiner Geburt gestorben war. Am 27. Juni 1630 wurde er nach den Riten der Church of England getauft. Die Zeremonie wurde vom Bischof von London William Laud, einem Freund Karls I., vollzogen.

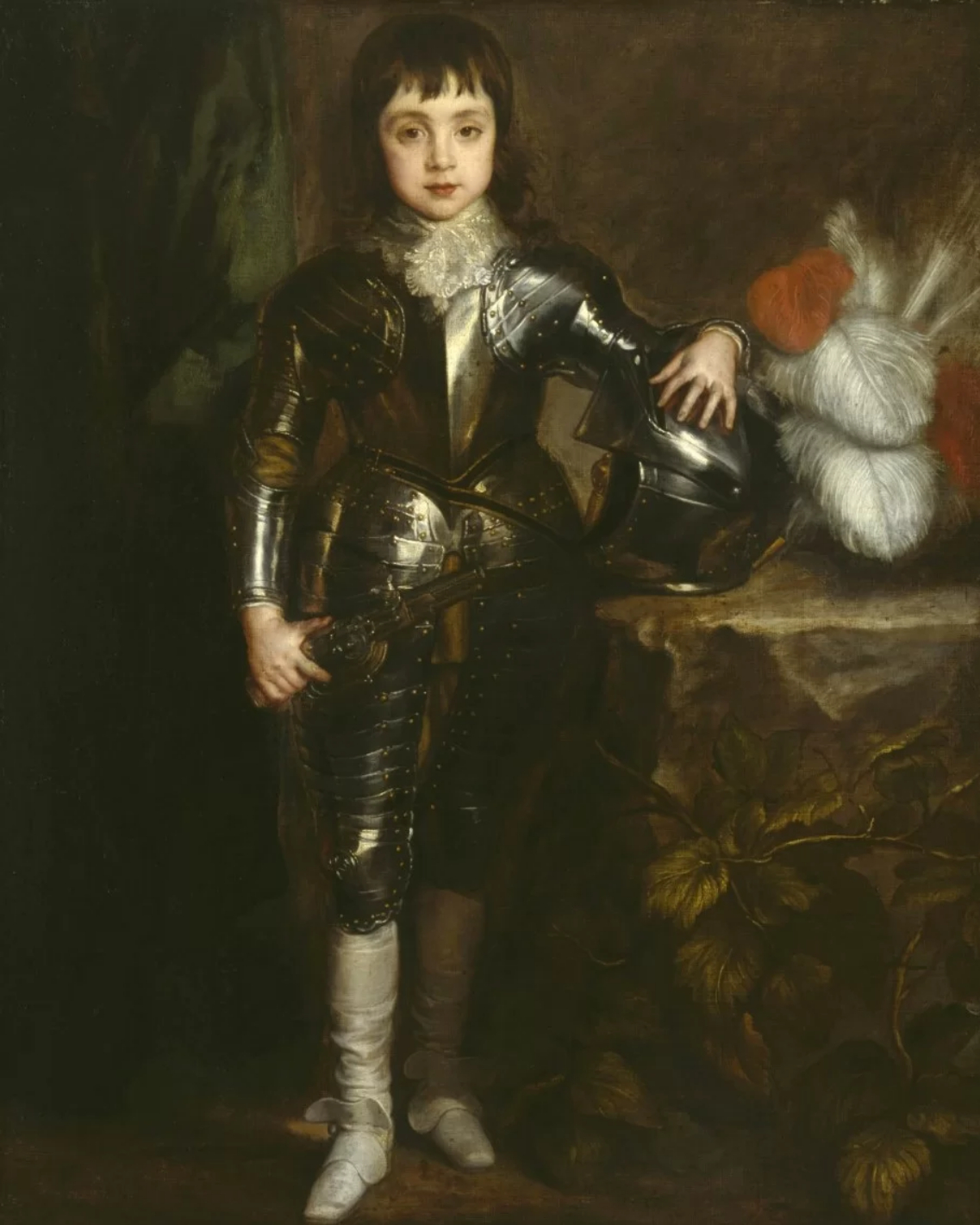
Karl II. als Kind, Gemälde von Anthonis van Dyck, 1638

Obwohl alle Hoffnungen auf ihm ruhten, war seine Mutter Henrietta Maria wenig begeistert vom Aussehen des Kindes. Über den kleinen Karl schrieb sie am 6. Mai 1631 in einem Brief an Madame St. George:

“[…] he is so ugly I am ashamed […] but his size and fatness supply what he lacks in beauty.”

„[…] er ist so hässlich, dass ich mich schäme […], aber seine Größe und Beleibtheit machen wett, was er an Schönheit vermissen lässt.“

1631 wurde Karl seiner künftigen Erzieherin übergeben, Mary Sackville, Countess of Dorset, die im Ruf stand, eine makellose Anglikanerin zu sein. In der Obhut der Countess kümmerte sich als seine Erzieherin Mrs. Christabella Wyndham um ihn; sie sollte in seinem Leben noch eine Rolle spielen. Er genoss eine liebevolle und umfassende Erziehung durch verschiedene Lehrer, u. a. durch Thomas Hobbes, und wurde schon früh von seinem Vater in die Belange des Landes eingeführt.
So waren er und sein Bruder Jakob bei ihrem Vater Karl I., als dieser am 22. August 1642 das Kriegsbanner in Nottingham Castle hissen ließ und damit die kommende Schlacht eröffnete (siehe auch Englischer Bürgerkrieg). Als sich die königlichen Kinder am nächsten Tag im Durcheinander der Schlacht in einer Scheune vor den Parlamentstruppen versteckten, kam es zu einer überlieferten Begebenheit, die den Mut des jungen Prinzen beschreibt. Als die Kinder gefunden wurden, soll Karl seine Pistole gezogen, auf die Männer gezielt und gesagt haben: I fear them not. (Ich fürchte sie nicht.) Karl wurde dieser Mutprobe enthoben, da in diesem Moment royalistische Truppen die Scheune stürmten und die Kinder befreiten.
Er nahm den Titel des Prince of Wales an, der ihm formell nie verliehen wurde, weil der Englische Bürgerkrieg dies verhinderte. Um 1643/44 wurde Karl ein eigenes Ratgeber-Kollegium (auch Privy Council des Kronprinzen genannt) zugeteilt. Dieses council of advisers bestand unter anderen aus Edward Hyde, Sir Arthur Capel, Ralph Hopton, 1. Baron Hopton und einer Auswahl überzeugter Royalisten von makellosem Ruf. Sir Edward Hyde blieb auch später einer der engsten Vertrauten und Berater des späteren Königs Karl II.

### Heiratspläne und Flucht aus England

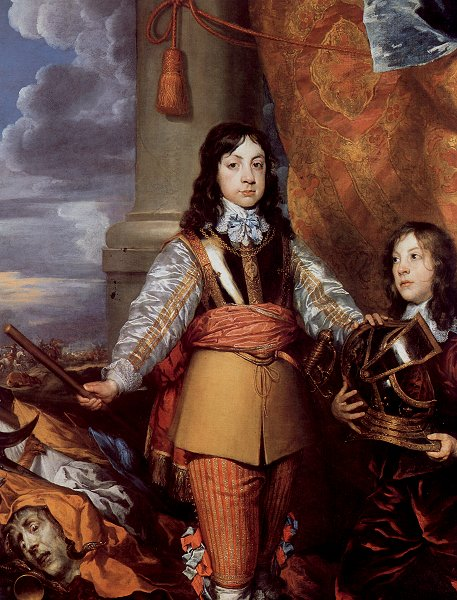
Karl II. als Prince of Wales, Gemälde von William Dobson um 1642

In dieser Zeit, um 1644, begann Karls Mutter bereits, Heiratspläne für ihren Sohn zu schmieden. Eine der aussichtsreichsten Heiratskandidatinnen war Luise Henriette von Oranien. Deren Vater Friedrich Heinrich von Oranien war aber nicht gewillt, seine Tochter in einen Bürgerkrieg zu schicken. Luise Henriette heiratete später Kurfürst Friedrich Wilhelm von Brandenburg. Auch die Pläne, Karl mit Johanna, der zweiten Tochter König Johanns IV. von Portugal, oder mit der Tochter von Jean-Baptiste Gaston, Herzog von Orléans, Anne Marie Louise d’Orléans, zu vermählen, zerschlugen sich. Karl heiratete später Katharina Henrietta von Braganza, die jüngere Schwester Johannas von Portugal.
Völlig unbeeinflusst von den wichtigen Heiratsallianzen, die seine Mutter für ihn plante, soll Karl mit 14 Jahren seine erste bekannte sexuelle Beziehung zu seiner ehemaligen Erzieherin Christabella Wyndham aufgenommen haben. In zeitgenössischen Schriften wird von einer Verführung des frühreifen Prinzen durch Mrs. Wyndham berichtet. Mrs. Wyndham galt zu ihrer Zeit als gefeierte und opulente Schönheit und im Hinblick auf die spätere Mätressenwirtschaft des zukünftigen Königs wurde beiden diese amouröse Begegnung wohl eher angedichtet. Ob diese Verführung wirklich stattfand, kann mit keiner zeitgenössischen Quelle belegt werden. Die Beziehung des jungen Prinzen zu Mrs. Wyndham war immerhin so vertraut, dass sie ihn in der Öffentlichkeit spontan an sich zog und sein Gesicht mit Küssen bedeckte; Edward Hyde berichtet darüber in seinen Lebenserinnerungen (Clarendons History).
In der Zwischenzeit hatte Karls Mutter, zusammen mit seiner jüngeren Schwester Henriette Anne, bereits die Flucht aus dem unsicheren England in das französische Exil angetreten. Als Ruprecht von der Pfalz, Duke of Cumberland, der Generalissimus aller königlichen britischen Armeen, die Stadt Bristol ab 1645 nicht mehr halten konnte und sie im September 1645 an Lord Fairfax übergab, wurde auch über ein sicheres Exil für Karl diskutiert. Während seine Mutter Henrietta Maria ihre Heimat Frankreich als Exil favorisierte, plädierte Karl I. für Holland. Schon seit Beginn des Jahres 1646 auf der Flucht, landete Karl mit seinem Stab am 4. März 1646 auf St Mary’s auf den Scilly-Inseln.
Der König selbst wusste von der Flucht und dem neuen Aufenthalt seines Sohnes nichts. Am 22. März 1646 schrieb er in einem Brief an seinen Sohn: Hoping that this will find you safe with your mother.. (Hoffentlich erreicht dich dies {Schreiben} in Sicherheit mit deiner Mutter zusammen...). Auch das englische Parlament zeigte Interesse am Prince of Wales. Man lud ihn in einem förmlichen Schreiben ein, in seine Heimat zurückzukehren. Karl II. lehnte diese Einladung höflich, aber bestimmt, ab. Sein Vater war für ihn außerhalb jeglicher Kontaktmöglichkeit im von den Truppen Cromwells belagerten Oxford.
Karl II. segelte am 16. April 1646 nach Jersey, wo er von der Bevölkerung begeistert empfangen wurde. Er bezog als neuen Wohnsitz das alte Schloss aus der Zeit Elisabeths I., das Elizabeth Castle in Saint Helier. Hier soll er seine zweite dokumentierte Geliebte, Marguerite oder Margaret de Carteret, Tochter des Seigneur von Trinity Manor, kennengelernt und mit ihr einen unbeschwerten Sommer verbracht haben. Marguerite brachte bald darauf einen Sohn zur Welt, den sie James nannte. James de la Cloche, oder Jean de la Cloche, wurde von Karl jedoch nie offiziell anerkannt, obwohl Karl auch später nicht zögerte, sich zu seinen illegitimen Kindern zu bekennen. Als dieser später Jesuit werden wollte, wurden Briefe verbreitet, in denen James sich auf seine angeblich königliche Abstammung berief.
Zum Ende des Sommers 1646 segelte Karl von Jersey nach Frankreich, nachdem er in Briefen seines Vaters gebeten wurde, sich mit seiner Mutter und seiner Schwester zu vereinen. Königin Henrietta Maria bewohnte bereits das alte Schloss von Saint-Germain nahe Paris. Von ihrem Einkommen, das auf 1200 Francs pro Tag festgesetzt und von der französischen Regierung gezahlt wurde, schickte sie das meiste Geld nach England, um den Kampf ihres Mannes zu unterstützen. Ihre Juwelen sowie Silberbestecke und goldene Schüsseln hatte sie schon in England verkauft, so dass die königliche Familie im französischen Exil eher bescheiden lebte. Ihre jüngste Tochter Henriette Anne wurde 1646 aus dem belagerten Exeter geschmuggelt und lebte, getrennt von ihrer Mutter, in Paris. Die königliche Familie war zerrissen.

### Exil und Bürgerkrieg

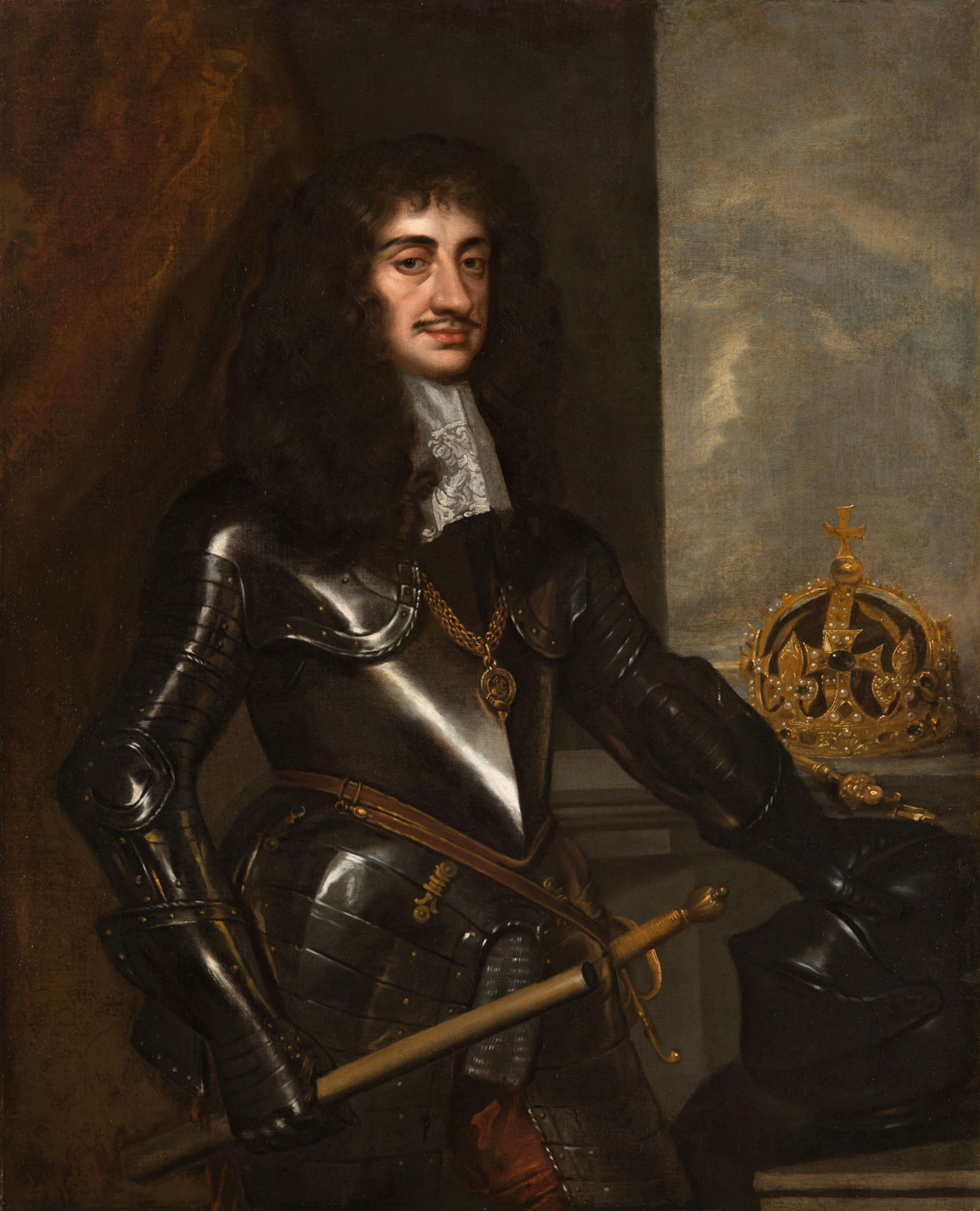
Karl II., Gemälde von Peter Lely

In Frankreich teilte Karls bester Freund, George Villiers, 2. Duke of Buckingham, das königliche Leben im Exil und die ausgefüllten Unterrichtsstunden mit dem Prinzen. Beide wurden von Thomas Hobbes in Mathematik, von John Earle in Literatur und von Brian Duppa in Naturwissenschaften unterrichtet.
Erst am 14. August wurde Karl mit seiner Familie offiziell vom jungen französischen König Ludwig XIV. und dessen Mutter Anna von Österreich empfangen. Das Treffen war eher distanziert, der 18-jährige Karl konnte mit dem nur zehn Jahre alten König noch nichts anfangen, außerdem sprach Karl kaum Französisch, weshalb sich die beiden Cousins nur schweigend betrachteten. Weitere persönliche Begegnungen mit seinem Cousin Ludwig sind nicht bekannt. Erst als Karl 1660 den Thron bestieg, vertiefte sich die Beziehung. Bis zu Karls Tod sollten sich die beiden als politische Freunde betrachten und einen regen Briefwechsel pflegen.
Im Verlauf des Jahres 1648 wurde die Situation des englischen Königs, der noch immer unter schottischem Schutz stand, bedrohlicher. Karl I. suchte nach dem Scheitern aller militärischen Optionen zunächst bei der schottischen Armee Zuflucht. Er verhandelte insgeheim mit den Schotten und dem englischen Parlament und versuchte, beide Seiten gegeneinander auszuspielen. Sein Vorteil war, dass ohne seine Zustimmung keine verfassungsgemäße Änderung der Regierungsform in England möglich war.
Henrietta entschied, ihren Sohn nach Calais zu schicken, um von dort schneller in die zukünftigen Entwicklungen in England eingreifen zu können. Doch Kardinal Mazarin als regierender Minister Frankreichs stoppte diesen Vorstoß. Er ließ ausrichten, dass Karl Frankreich nicht verlassen dürfe.

König Karl II. in jungen Jahren

Das Lavieren des Königs führte unterdessen zu einem zweiten Bürgerkrieg, in dem die schottische Armee auf seiner Seite stand. Die Truppen Oliver Cromwells gingen gegen deren Angriff auf Nordengland vor und besiegten die ehemaligen Verbündeten. König Karl I. versuchte nun, sich mit der Parlamentsmehrheit zu einigen, und schloss den Vertrag von Newport, der ein Gesetz gegen Häresie vorsah, in dem die Puritaner einen Angriff auf ihre Glaubensfreiheit sehen mussten. Cromwell und die mehrheitlich puritanischen Offiziere der Armee hatten bis dahin geglaubt, mit dem König noch zu einer Einigung kommen zu können, und hatten selbst mit ihm verhandelt.
Im Juni 1648 entschied Kardinal Mazarin, der sich gegen den Ausbruch der Fronde wehren musste, dass Karls Hausarrest aufgehoben sei. Die Pläne des Prinzen, direkt nach Schottland zu reisen, um dort zu den Truppen seines Vaters zu stoßen, wurden kurzfristig wieder geändert. Obwohl alleine die Reaktionen auf die Nachricht, dass der Prince of Wales die schottischen Truppen anführe, immens zu sein versprachen, wurden diese Pläne durch die antiparlamentarische Revolte der englischen Flotte vereitelt.
Karl reiste nach Den Haag und traf dort nach drei Jahren auf seinen jüngeren Bruder Jakob. In Den Haag lernte Karl auch seine erste bekannte Mätresse, die walisische Adelige Lucy Walter, kennen. Ihr Sohn James, der am 9. April 1649 geboren wurde, wurde von Karl unverzüglich anerkannt und wurde später James Scott, 1. Duke of Monmouth. Es kursierten später Gerüchte, dass Karl Lucy geheiratet hätte und James eigentlich ein eheliches Kind und offizieller Thronfolger wäre. Dieses Gerücht wurde von den antikatholischen Stimmungsmachern in England später nur zu gerne geglaubt und unterstützt, da Karl II. und seine spätere Frau Katharina von Braganza keine Kinder hatten und Katharina überdies noch Katholikin war. Eine Urkunde oder ein anderer Beweis, dass Lucy Walter und Karl II. verheiratet waren, konnte niemals erbracht werden.
Die Revolte der englischen Flotte stellte sich unterdessen als Revolte von unzufriedenen Matrosen heraus, die von Jakob unterstützt wurden. Die Pläne, nach Schottland zu segeln, wurden wieder aufgenommen und am 24. Juli 1648 traf Karl mit seinem Gefolge in Yarmouth (Isle of Wight) ein. Nach seiner Landung befreite Karl mit seinen Truppen die Stadt Colchester, die bereits von Fairfax eingenommen worden war. Er beschlagnahmte mehrere Schiffe und organisierte eine Blockade der Parlamentsflotte an der Mündung der Themse. Am 10. August versuchte John Maitland, 2. Earl of Lauderdale, Karl zur Reise nach Schottland zu überreden. Kurz bevor sich Karl entscheiden konnte, wurden die schottischen Truppen von Cromwells Armee bei Preston vernichtend geschlagen. Karl kehrte nach Den Haag zurück, getrennt von seiner Mutter, aber zusammen mit seinem Bruder Jakob.

### König von Schottland

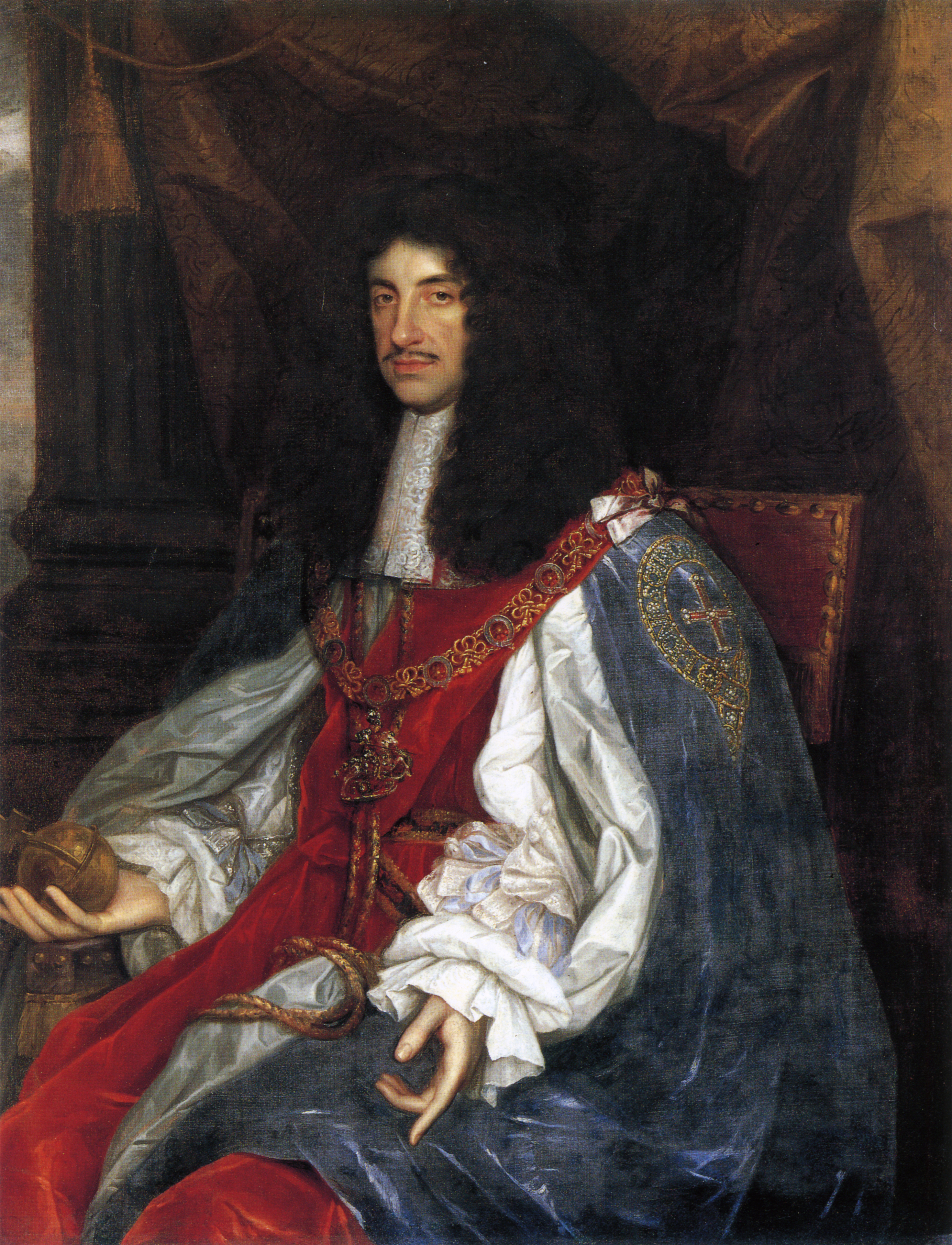
Karl II., Porträt von John Michael Wright (1617–1700)

Nach und nach erkannte Oliver Cromwell, dass Karl I. nicht bereit war, sich in eine neue Verfassungsordnung einbinden zu lassen. Als der König es ablehnte, die presbyterianische Kirche in England zu etablieren, übergaben die Schotten ihn an die englischen Parlamentstruppen. Solange der König lebte, war er für die Parlamentstruppen und Oliver Cromwell eine ständige Bedrohung und konnte neue Bürgerkriege heraufbeschwören. Man nahm Karl I. daher gefangen und zwang das Parlament, ihn des Hochverrats anzuklagen. Karl wurde schuldig gesprochen und am 30. Januar 1649 vor dem Banqueting House in London enthauptet. Am 7. Februar 1649 wurde er auf dem Friedhof von Windsor Castle in Berkshire beerdigt.
Erst am 5. Februar 1649 erfuhr Karl vom Tod seines Vaters. Am 16. Februar 1649 wurde Karl II., bezeichnenderweise nur in Jersey, als neuer König von England proklamiert mit den Worten: „Vive le Roy Charles Second“ (Lang lebe König Karl II.). Wenige Wochen später erklärte das House of Commons England zur Republik, die von Oliver Cromwell unter dem neu geschaffenen Titel eines Lordprotektors bis zu seinem Tod 1658 regiert wurde. Auf die Enthauptung Karls I. reagierten die europäischen Herrscherhäuser mit schockierten Briefen an den neuen König. Kurfürst Friedrich Wilhelm von Brandenburg schrieb Karl II. in einem Brief folgende Zeilen:

“The occasion seems suitable for all Christian princes

to come to the help of His Majesty, to avenge as befits,

the dreadful and never-before-heard-of deed …”

„Zu diesem Anlass scheint es angemessen für jeden christlichen Fürsten

Seiner Majestät zu Hilfe zu kommen, zu sühnen wie es sich ziemt,

diese schreckliche und nie zuvor dagewesene Tat …“

Landgräfin Amalie Elisabeth von Hessen-Kassel schickte einen gleichlautenden Brief, konnte aber in Ermangelung von Geld und Truppen nur moralischen Beistand leisten, ebenso wie Wolfgang Wilhelm von Pfalz-Neuburg, der Erzbischof von Mainz und Bischof von Würzburg Johann Philipp von Schönborn und Melchior Graf von Hatzfeldt alle in ihren Briefen die Enthauptung Karls I. verdammten, aber echte Unterstützung für einen Feldzug nicht aufbringen konnten oder wollten.
Nach dem Tod seines Vaters wurde Karl mit der Ausrufung zum König von Schottland in Edinburgh die Möglichkeit gegeben, den Thron Schottlands zu besteigen, wenn er das Scottish Covenant, die Zusicherung der Glaubensfreiheit für schottische Presbyterianer, unterzeichnen würde. Mit seiner Ankunft in Schottland am 23. Juni 1650 signierte er die Erklärung. So wurde er am 1. Januar 1651 in Scone zum König von Schottland gekrönt. In Schottland fand er auch die nötige Unterstützung, um gegen den Lordprotektor Oliver Cromwell vorzugehen.
Der Kampf gegen Cromwell scheiterte am 3. September 1651 mit der Niederlage Karls in der Schlacht von Worcester. Nur der Umstand, dass er sich in der Krone einer Eiche des Boscobel House verbergen konnte, gab ihm die Möglichkeit, verkleidet auf den Kontinent zu fliehen. Das englische Parlament setzte ein Kopfgeld von 1000 £ auf Karl aus. Über alle Personen, die ihm bei seiner Flucht aus England geholfen hatten, wurde die Todesstrafe wegen Hochverrats verhängt. Nach einer sechswöchigen Flucht durch England gelang es Karl am 16. Oktober 1651, in Fécamp in der Normandie zu landen. Er war zwar König von Schottland, lebte aber wieder im Exil.
Karl war nun gezwungen, vor allem durch den chronischen Geldmangel der königlichen Familie, in Den Haag zu leben. Obwohl er durch seine Mutter mit dem französischen Hof und durch seine Schwester Mary mit dem holländischen Hof verwandt war, konnte er nicht genügend Geldmittel aufbringen, um eine wirkungsvolle und schlagkräftige Armee gegen Cromwell zusammenzustellen.

### Leben im Exil
Obwohl Karl König war, hatte er kein Königreich und daher kein Einkommen. Sein Leben hing von den Zahlungen seiner Mutter ab, die Geld von der französischen Regierung erhielt. Henrietta Maria musste über ihre Ausgaben genau Buch führen und ging sogar so weit, schriftlich alle Ausgaben für ihren Sohn festzuhalten, wann immer sie für ihn, sogar für sein Essen, Geld ausgeben musste. Durch ihre finanzielle Lage und im Gefühl der völligen Abhängigkeit wurde Henrietta Maria immer verbitterter und die Beziehung zu ihrem ältesten Sohn litt unter Spannungen. Durch den Ausbruch des französischen Bürgerkrieges wurden die Unterhaltszahlungen für die englische Königin und ihre Familie zeitweise eingestellt. Ab dem Sommer 1653 erhielten Karl, wie auch seine Mutter, wieder ihre vollen Bezüge.
Von Kardinal Mazarin zeitweise als Gast behandelt, dann wieder ohne Geld unter Hausarrest gestellt, ergriff Karl die günstige Gelegenheit und reiste zehn Tage nach Erhalt des Geldes aus Frankreich nach Spa ab. In Spa erlaubte sich Karl mit seinem kleinen Hofstaat den Luxus eines unbeschwerten Lebens und traf sich mit seiner Schwester Mary. Mary hatte den holländischen Statthalter Wilhelm II. von Oranien geheiratet, der inzwischen verstorben war und sie als Witwe und verschuldet mit seinem kleinen Sohn und Nachfolger Wilhelm III. von Oranien zurückließ.
Zusammen mit seiner Schwester reiste Karl am 7. September 1654 nach Aachen. In Aachen besuchten sie den Dom und das Grab Karls des Großen. Bis in den Herbst blieb die Gesellschaft dort und reiste später weiter nach Köln. Über den Winter, fast ein ganzes Jahr, blieb Karl in Köln. Noch im Jahr 1654 stattete er von Köln aus dem Herzog von Pfalz-Neuburg, Jülich und Berg, Philipp Wilhelm von der Pfalz, im nahen Düsseldorf einen Staatsbesuch ab. Im Herbst 1655 reiste er nach Frankfurt am Main, um die bekannte Handelsmesse zu besuchen. Im März 1656 erhielt er die Erlaubnis, nach Brüssel zu reisen, um von dort in Brügge einen ständigen Haushalt einzurichten. Seine Haushaltsgüter wurden ihm nur teilweise aus Köln nachgeliefert, da er in der Stadt noch offene Rechnungen hatte. Bis zur Bezahlung dieser Rechnungen behielten seine Gläubiger einen Teil des königlichen Haushalts ein.
In Brügge begegnete man dem englischen König ohne Land ausgesprochen freundlich und machte ihn zum Schirmherrn der Gilden von St. George und St. Sebastian. Das Gefolge Karls, das sich ebenfalls in Brügge niederließ, stand im Ruf, ausschweifende und zügellose Orgien zu feiern. Einer der Spione John Thurloes berichtete, dass Trunkenheit, Unzucht und Ehebruch normale Sünden im Gefolge des Königs seien (A Collection of the State Papers of John Thurloe). Auch wurden in jedem Bericht die neuen Frauen, mit denen Karl verkehrte, ausführlich beschrieben und erwähnt. Seit der Geburt seines Sohnes James Croft hatte sich Karl auch zur Vaterschaft von Charlotte Jemima Henrietta Maria Boyle, seiner Tochter mit Elizabeth Killigrew, bekannt. Karls Haupt-Mätresse in Brügge war allerdings Catherine Pegge, Lady Green. Von Brügge aus zog Karl wieder nach Den Haag, wo auch seine Affäre mit Barbara Villiers begann.
Obwohl ihre Affäre 1655 bereits beendet war, machte Karl das Leben und der Umgang seiner Geliebten Lucy Walter offensichtlich Probleme. Um 1655 stürzte sich Lucy in rascher Reihenfolge in zahlreiche Affären, bis es Karl II., dem jede gewöhnliche Hure gerade recht war (a common whore is good enough), zu viel wurde. 1655 bat er seinen Freund und Vertrauten Theobald Taaffe, 1. Earl of Carlingford, Lucy möglichst schnell aus der Gegend von Den Haag zu entfernen.
| Advise her, both for her sake and mine, that she goes to some place other than the Hague, for her stay there is very prejudicial to us both. | Rate ihr, ihretwegen und meinetwegen, dass sie zu einem anderen Platz mit Ausnahme von Den Haag geht, ihr Bleiben ist sehr nachteilig für uns beide |

1656 wurde Lucy sogar beschuldigt, zwei weitere illegitime Kinder, deren Väter unbekannt blieben, abgetrieben zu haben. Außerdem beschuldigte man sie, ein Dienstmädchen ermordet zu haben. Beide Anklagen wurde später fallengelassen. Im Sommer desselben Jahres kehrte sie mit ihren Kindern James und Mary zurück nach England. Die Familie wurde nach ihrer Ankunft von den Abgesandten Oliver Cromwells sofort verhaftet und in ein Gefängnis eingeliefert. Bei ihrer Verhaftung wurde Lucy Walter erstmals offiziell als Charles Stuarts Frau und Geliebte (the wife and mistress of Charles Stuart) bezeichnet, was später dem Gerücht um eine heimliche Hochzeit zwischen Karl II. und Lucy Nahrung geben sollte. Lucy Walter gelang es, mit ihren Kindern aus dem Gefängnis entlassen zu werden. Sie reiste zurück nach Den Haag. Taaffe, inzwischen wieder als Vermittler zwischen Lucy und Karl II. tätig, sicherte ihr eine regelmäßige Pensionszahlung zu, vor allem, um den gemeinsamen Sohn James gut versorgt zu sehen. 1658 erreichten die königlichen Vermittler, dass Lucy ihren Sohn James unter Karls Obhut stellte. Lucy weigerte sich erst, ihren Sohn abzugeben, wurde aber umgestimmt. James sah seine Mutter nie wieder. Lucy starb im September oder Oktober 1658 in Paris.
Zur gleichen Zeit, am 3. September 1658, starb Oliver Cromwell in England. Sein Sohn Richard Cromwell, sein ruhmloser Nachfolger, regierte nur bis April 1659. Der Weg zum Thron von England war freier als je zuvor für Karl.

### Wiederherstellung der Monarchie und Herrschaft

Königliches Wappen von Karl II.

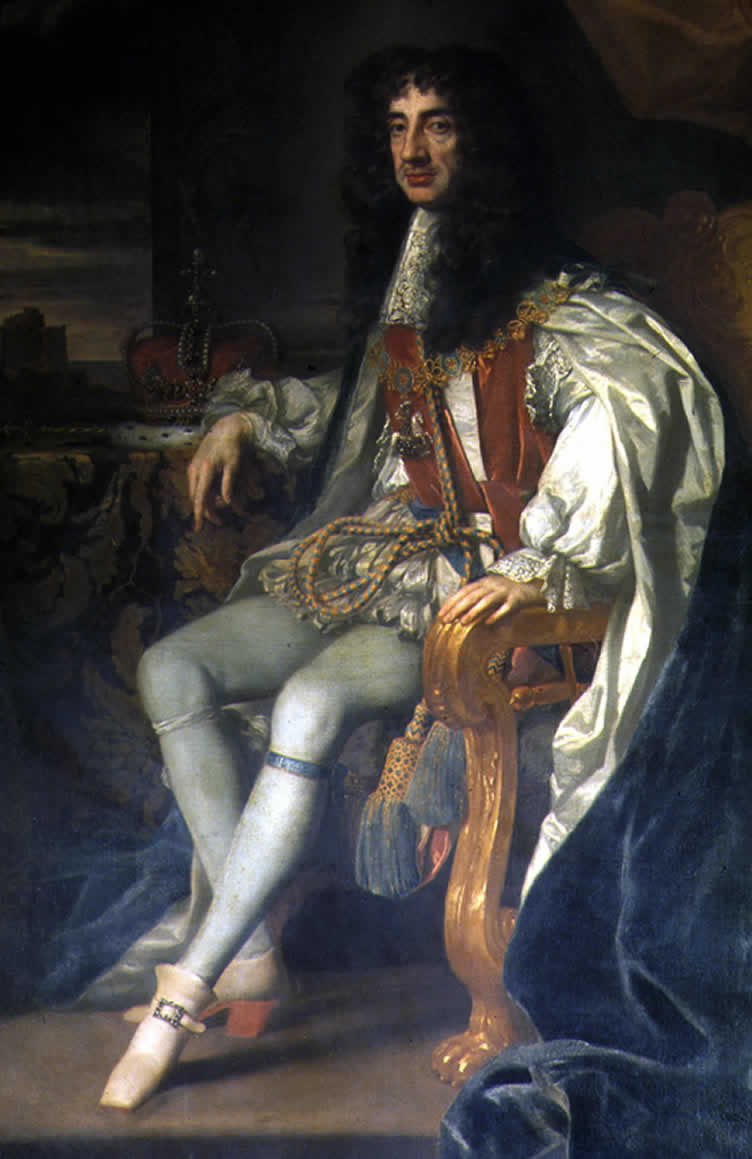
Karl II., Gemälde von John Michael Wright (1617–1700)

Das englische Parlament verlieh Karl II. im Mai 1660 die Königswürde. Am 23. Mai 1660 erreichte Karl Dover und an seinem dreißigsten Geburtstag, dem 29. Mai 1660, zog er in einer umjubelten Prozession in London ein. Die Wiederherstellung der Monarchie (Restauration) wurde zu einer der bedeutenden Epochen Englands und Karl II. gilt als letzter englischer König, der eine absolute Monarchie ins Leben rief und charismatisch über sein Land herrschte.
Ein sehr schmeichelhaftes, aber ausführliches Porträt Karls wurde von Sir Samuel Tuke 1660 geschrieben:
| He is somewhat taller than the middle stature of Englishmen […] His face is rather grave than severe which is very much softened whensoever he speaks; his complexion is somewhat dark, but much enlightened by his eyes, which are quick and sparkling. […] His hair, which he hath in great plenty is of shinig black, not frizzle, but so naturally curling into great rings that they do very much recommend his person when he either walks, dances, plays at pall mall, at tennis, or rides the great horse which are his usuall exercise. To the gracefulness of his deportment may be joined his easiness of access, his patience in attention, and the gentleness both in the tune and style of his speech… (Sir Samuel Tuke, A Character of Charles II. (1660)) | Er ist etwas größer als die mittlere Statur eines Engländers […] Sein Gesicht ist eher ernst als streng, was sich sehr abmildert, wenn er spricht; seine Hautfarbe ist etwas dunkel, aber wird sehr aufgehellt durch seine Augen, die schnell und leuchtend sind […] Sein Haar von dem er viel hat, ist von strahlendem Schwarz nicht kraus, aber so natürlich gelockt in großen Locken, dass es seine Person sympathisch macht, wenn er läuft, tanzt, Paille-Maille spielt, beim Tennis, oder wenn er sein Streitross reitet, was seine normalen Übungen sind. Die Anmut seiner Haltung und seines Benehmens geht zusammen mit seiner Zugänglichkeit, seiner geduldigen Aufmerksamkeit und der Liebenswürdigkeit in der Melodie und dem Stil seiner Rede (Sprache)… |

Bereits in den frühen Jahren seiner Regentschaft war Edward Hyde der Berater Karls, den er 1661 zum Earl of Clarendon machte. Clarendon war zugleich Schwiegervater des jüngeren Bruders Karls II., des Duke of York und späteren Jakob II. Jakob hatte Lady Anne Hyde heimlich am 24. November 1659 in Breda (Holland) geheiratet. Die offizielle Hochzeit fand am 3. September 1660 in London statt.
Mit seinem Einzug in Whitehall bezog auch Barbara Villiers, die offizielle Mätresse des Königs, ihre Wohnung im königlichen Palast. 1661 brachte sie ihr erstes von fünf Kindern mit Karl zur Welt, Anne Palmer. Barbaras Schönheit wurde von Samuel Pepys oft beschrieben und gerühmt; Sir Peter Lely malte mehrere Porträts von ihr. Lely war so hingerissen von Barbara, dass er sich laut Pepys außerstande sah, ihre Schönheit in Bildern festzuhalten:
| it was beyond the compass of art to give {her} her due, as to her sweetness and exquisite beauty. (Samuel Pepys, Diary) | es lag jenseits der künstlerischen Möglichkeiten, ihrer Süße und ausgesuchten Schönheit gerecht zu werden (in einem Bild). |

Da Barbara verheiratet war und ihre enge Beziehung zum König nicht geheim hielt, machte Karl ihren Mann Roger Palmer am 11. Dezember 1661 zum Earl of Castlemaine und Baron Limerick. Diese Titel dienten vor allem dazu, die Kinder mit Barbara Palmer zu versorgen.

#### Heirat und Mätressenwirtschaft

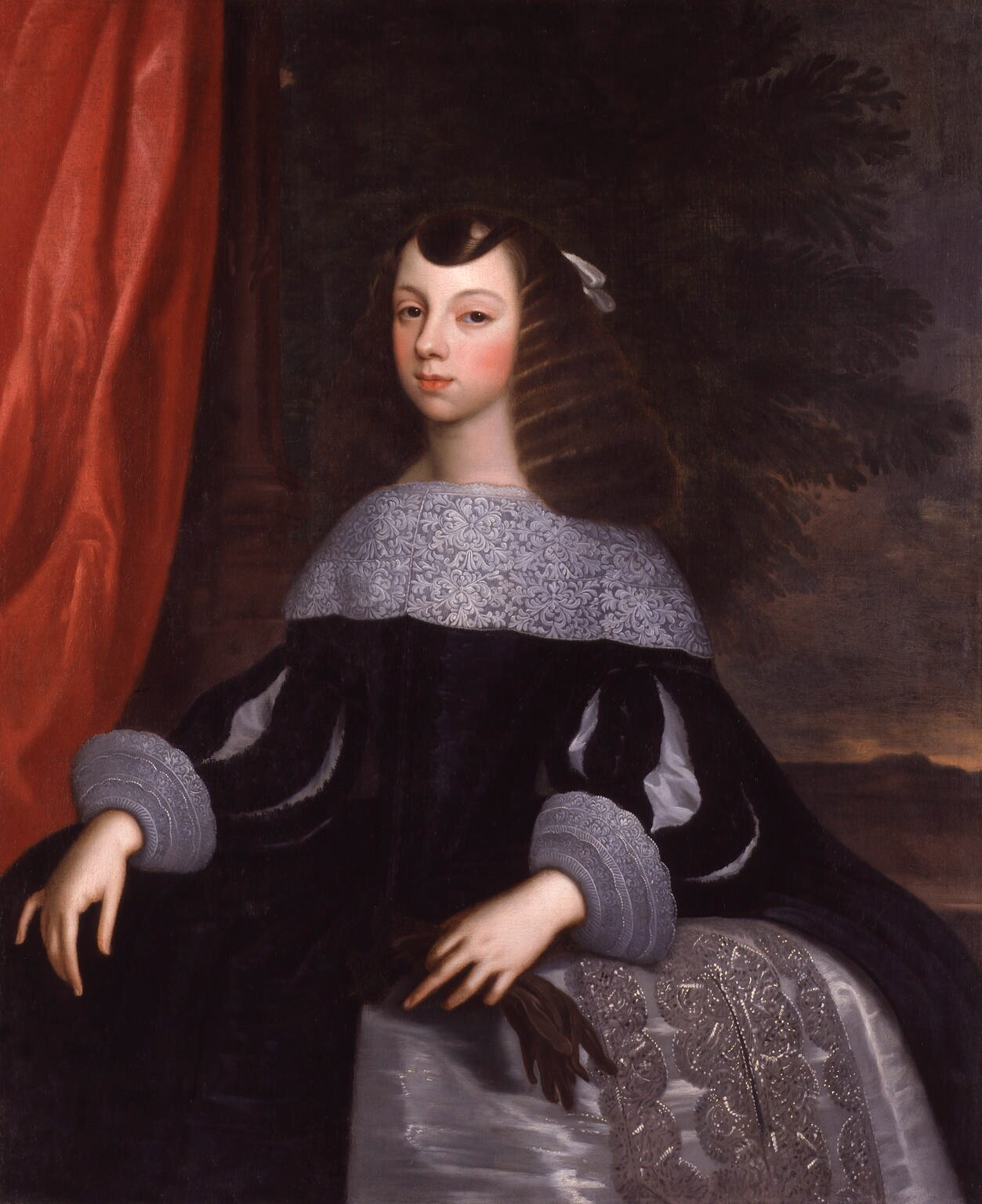
Infantin Katharina von Braganza, Gemälde von Dirk Stoop (1660), National Portrait Gallery, London

Da Karl bisher nur illegitime Kinder mit verschiedenen Frauen hatte und um die Thronfolge sicherzustellen, wurde nach langjähriger Verlobungs- und Verhandlungszeit die Hochzeit mit der portugiesischen Infantin Katharina von Braganza auf den 31. Mai 1662 festgesetzt.
Katharina brachte als Mitgift die nordafrikanische Hafenstadt Tanger, die indische Hafenstadt Bombay sowie Handelsprivilegien für Brasilien und Ostindien und die astronomische Summe von 300.000 englischen Pfund (entspricht 12,7 Milliarden Pfund im Jahr 2021) in die Ehe ein. Im Gegenzug erhielt sie die freie Ausübung ihres Glaubens, alle englischen Untertanen erhielten volle kommerzielle und religiöse Freiheit in Portugal und in den portugiesischen Kolonien und Portugal wurde militärischer Schutz vor Spanien und Frankreich zugesichert. Am 25. April 1662 segelte Katharina mit ihrem Gefolge von Lissabon ab und landete am 13. Mai in Portsmouth.
Überliefert ist die angebliche Äußerung Karls, als er seine zukünftige Frau zum ersten Mal sah. Der englische König, von der portugiesischen Haarmode verwirrt, soll gesagt haben: My god, they sent me a bat instead of a woman. (Mein Gott, sie haben mir eine Fledermaus geschickt, anstelle einer Frau). Ebenfalls überliefert ist, so schreibt es Karls Biografin Antonia Fraser, Katharinas Bitte um eine Tasse Tee und Karls Antwort: We don’t drink tea in England. But maybe some ale will do (In England trinken wir keinen Tee. Vielleicht würde ein Bier reichen?). Tee war zur damaligen Zeit in England noch kaum bekannt, und sie brachte diese Sitte nach England.
Katharina wusste zur Zeit ihrer Hochzeit wenig vom höfischen Leben in England. Sie war in der Abgeschiedenheit des Klosters neben dem Palast erzogen worden und sehr religiös. Sie sprach kaum Englisch und wenig Französisch, so dass ein Gespräch oder eine Annäherung an ihren Mann ein Problem war. Noch weniger wusste sie von den höfischen Intrigen oder Ränkespielen und dass ihr Mann ein großer Liebhaber der Frauen und zur Zeit ihrer Heirat bereits Vater einiger illegitimer Kinder war. Seine Favoritin war zu dieser Zeit unangefochten Barbara Villiers, Lady Castlemaine.
1662 kam es zur sogenannten Bedchamber Crisis, in der sich die Mätresse Barbara sogar gegen den ausdrücklichen Wunsch der Königin Katharina durchsetzen konnte. Barbara behielt mit Einwilligung des Königs ihre Wohnung in Whitehall und wurde wenig später Kammerfrau (Lady of the Bedchamber) der Königin, hatte also Zutritt zu Katharinas privaten Räumen. Das Verhältnis zur Königin, die im Gegensatz zu Barbara kinderlos blieb und sie als offizielle Mätresse akzeptieren musste, war sehr angespannt. Im gleichen Jahr erwirkte Barbara die Entlassung einer Hofdame Katharinas, da diese es gewagt hatte, sich mit ihr zu streiten. Der König, so schien es lange Zeit, war pures Wachs in den Händen seiner Mätresse. Bis 1663 hatte sie mehr Einfluss am englischen Hof als die Königin und viele Berater des Königs. Vor allem im königlichen Berater Edward Hyde hatte Barbara einen Erzfeind, dem ihre Position als Kammerfrau der Königin Katharina missfiel. 1667 wurde Hyde nach den Niederlagen im Krieg mit Holland des Hochverrats angeklagt und floh daraufhin nach Frankreich. Als sich Barbara 1662 offiziell zum katholischen Glauben bekannte, erhielt sie von Karl die Erlaubnis, sich eine Privatkapelle in Whitehall einzurichten. Auf die Nachfragen seiner Minister, ob dies klug sei, antwortete Karl: I am less concerned with women’s souls than with their bodies (Ich interessiere mich weniger für die Seele von Frauen als für ihren Körper).

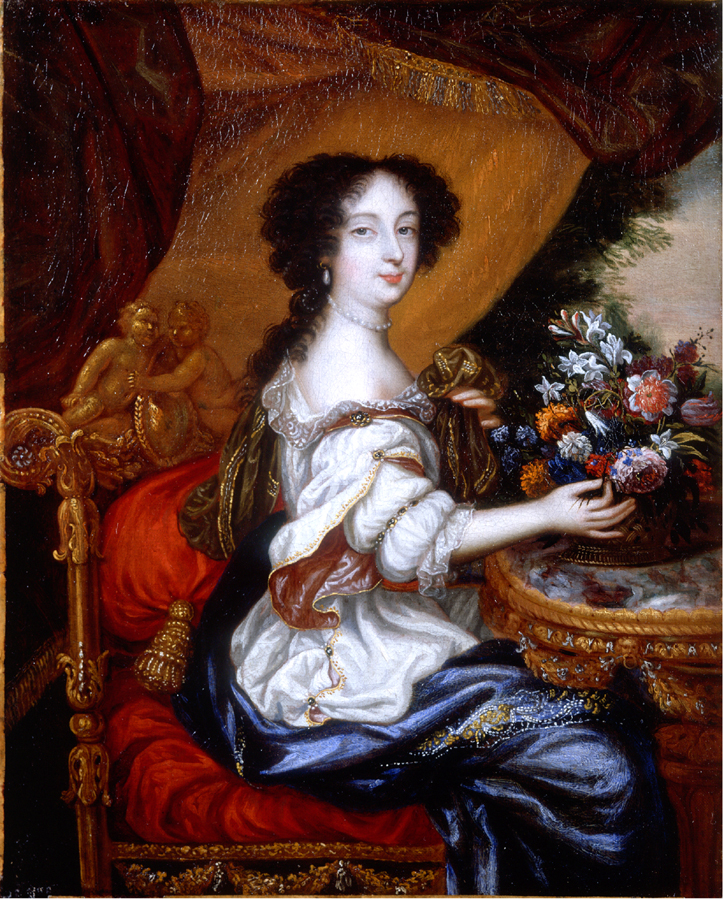
Mätresse Barbara Villiers, Gemälde von Peter Lely

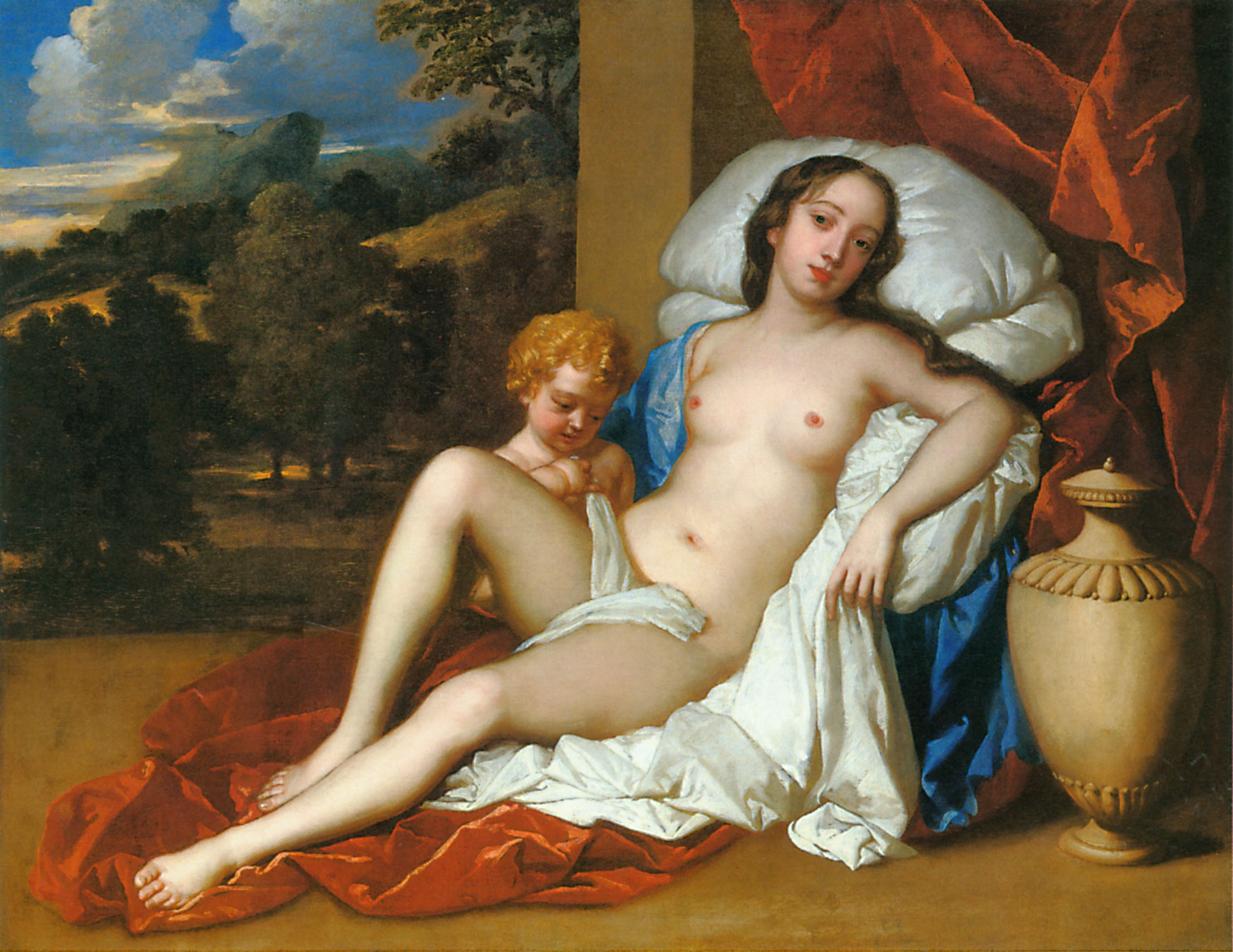
Mätresse Nell Gwyn als Venus mit ihrem Sohn als Cupid, Gemälde von Peter Lely

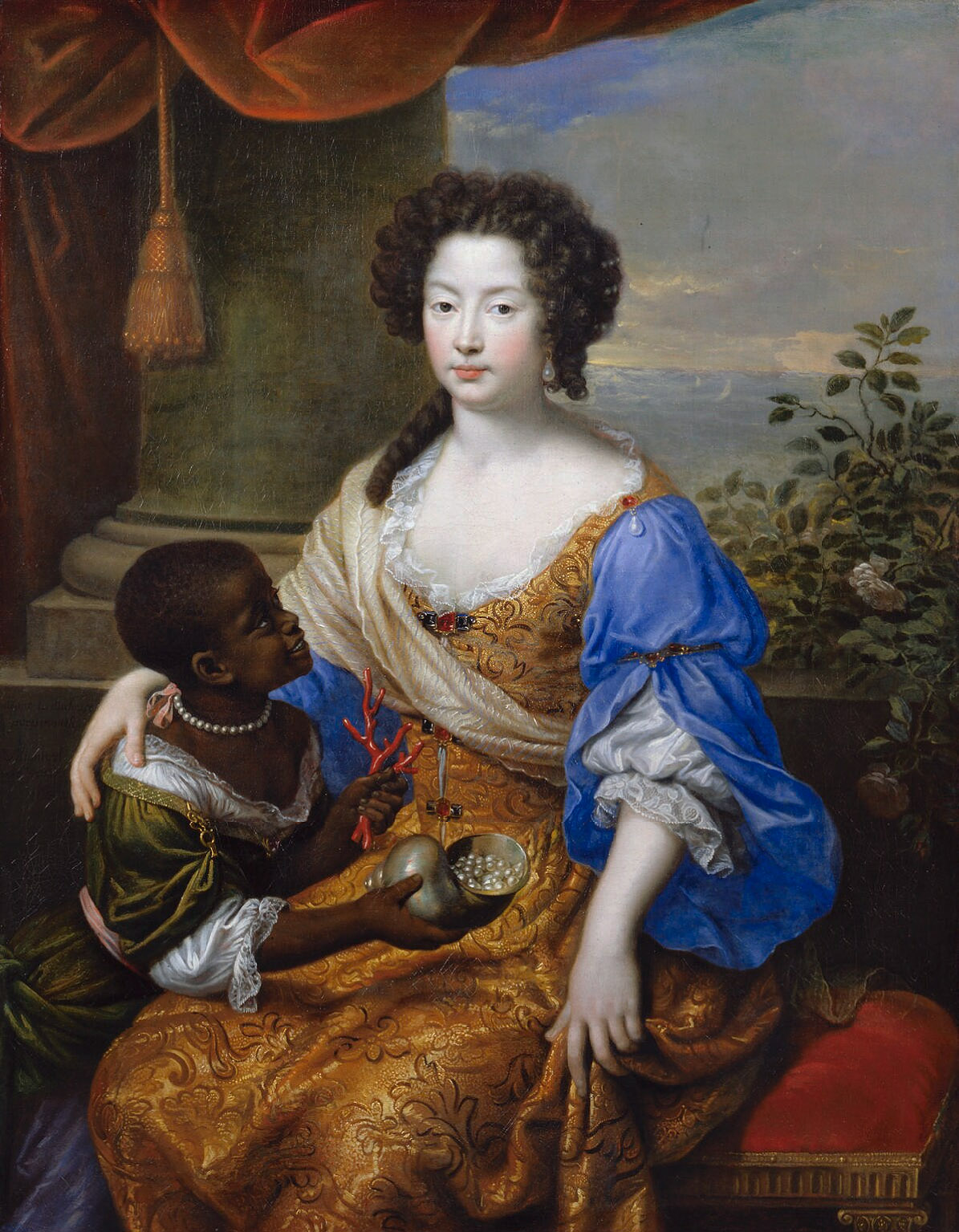
Der französischen Mätresse Louise de Kérouaille werden von einem versklavten afrikanischen Kind Korallen und Perlen präsentiert, Gemälde von Pierre Mignard (1682)

Katharina lernte mit der Zeit die vielen Liebschaften ihres Mannes, u. a. zu Nell Gwyn und Louise de Kérouaille, zu ignorieren oder zu akzeptieren. Die Ausmaße der Mätressenwirtschaft am englischen Hof waren so groß und bekannt, dass zeitgenössische Autoren und Diplomaten auch von der Herrschaft der Unterröcke sprachen, wenn sie vom englischen Königshof berichteten. Trotz dieser Demütigungen lernte Katharina schnell mit ihren Konkurrentinnen, die ihr gesellschaftlich weit unterlegen waren, umzugehen. Als Katharina ihren Mann, der wegen einer angeblichen Erkältung nicht zum Abendessen erschien, besuchen wollte und unter dem Bett den Fuß von Nell Gwyn, einer späteren Mätresse Karls, sah, soll sie ausgerufen haben: Ha, I will be off. I see it is not you who had the cold (Na, da werde ich wohl gehen. Ich sehe, nicht ihr hattet die Erkältung.) So lernte Katharina nicht nur den englischen Humor und Ausdruck kennen und schätzen, sie war als begabte Bogenschützin bekannt und wurde Schirmherrin vieler Schützenvereine.
Trotz ihres völligen Desinteresses an der englischen Politik wurde Katharina von protestantischen Fanatikern vorgeworfen, sie würde zugunsten der englischen Katholiken Druck auf Karl II. ausüben und wäre an Komplotten beteiligt. Katharina mischte sich nie in politische Angelegenheiten ein, was ihr die Sympathie ihres Mannes einbrachte, der sie später immer mehr zu seiner engsten Vertrauten machte. Als sie wegen einer Fehlgeburt lebensgefährlich erkrankte, unterbrach Karl II. eine Gesellschaft, zu der er geladen war, und pflegte sie. Die Kinderlosigkeit wurde ihr von der antikatholischen Opposition in England negativ ausgelegt, da die Fruchtbarkeit des Königs durch zahlreiche illegitime Kinder bewiesen war. Man deutete ihre Unfruchtbarkeit als Zeichen des Himmels, dass ihre Ehe nicht gewollt sei, und beschuldigte sie später (Popish Plot) sogar, Pläne zur Ermordung ihres Mannes geschmiedet zu haben.
Im Jahr 1662 verkaufte Karl die Stadt Dünkirchen seinem Cousin König Ludwig XIV. Als Anerkennung für die Unterstützung zur Wiederherstellung der Monarchie überschrieb Karl acht englischen Adeligen die 1663 entstandene Provinz Carolina an der nordamerikanischen Ostküste, deren Name seinen Vater ehren sollte. Nach Karl II. selbst wurde die 1670 gegründete Stadt Charleston (South Carolina) benannt.

#### Dutch Gift
In den Jahren 1660/61 verfolgte Amsterdam als das damalige politische, kulturelle und wirtschaftliche Zentrum der Republik der Vereinigten Niederlande eine pro-englische Strategie, welche ihr die militärische Unterstützung gegen Spanien und den freien Handel (vrij schip, vrij goed) sicherte. Schlussendlich brauchte man einen starken Verbündeten, um das republikanische System in den Niederlanden zu sichern. Aus diesem Grund wurde unter der Leitung der Gebrüder Cornelis und Andries de Graeff eine Kommission gegründet, welche dem englischen König Karl II. zahlreiche wertvolle Gemälde und Kunstgegenstände überreichte. Diese Schenkung erhielt den Namen Dutch Gift.

#### Katastrophen und fehlende Thronerben
Nachdem London 1665 von einer verheerenden Pestepidemie, der Großen Pest, heimgesucht worden war, die mehr als 70.000 Menschenleben forderte, verwüstete im September 1666 der Große Brand weite Teile der City of London. Etwa 13.000 Häuser und 89 Kirchen fielen den Flammen zum Opfer. Für diese Katastrophen machte man auch Katharina und ihren katholischen Glauben zum Sündenbock. In den protestantischen Kreisen wurde die Forderung nach einer offiziellen Scheidung von Katharina laut. Da sie weiterhin kinderlos blieb, war der nächste Thronanwärter Karls jüngerer Bruder Jakob, der Duke of York. Jakob hatte sich bereits 1672 offiziell zum katholischen Glauben bekannt und beschwor damit das alte Schreckgespenst der meisten Protestanten herauf. Die Protestantenverfolgungen der Bartholomäusnacht in Frankreich und der englischen Königin Maria I. waren die schlimmsten Befürchtungen der meisten Engländer, die die Wiederkehr eines katholischen Königs in England ablehnten. So löste Katharinas Kinderlosigkeit zugleich eine Staatsaffäre aus, die den illegitimen Sohn ihres Mannes mit der walisischen Adeligen Lucy Walter für viele Engländer zum eigentlich berechtigten Thronanwärter machte – James Scott, 1. Duke of Monmouth. James war zwar illegitim, aber er war Protestant und der Erstgeborene Karls II. Die Rufe nach Scheidung von Katharina und Anerkennung seines Erstgeborenen, damit die protestantische Thronfolge in England sichergestellt sei, wurden mit der Zeit immer lauter. Karl II. widersprach diesen Forderungen ausdrücklich und weigerte sich, seine Ehe vom Parlament scheiden zu lassen. Ebenso ausdrücklich weigerte er sich, dem Druck der Öffentlichkeit und den Gerüchten um eine heimliche Heirat zwischen ihm und Lucy Walter Nahrung zu geben, indem er seinen Sohn James als Thronfolger vom Parlament bestätigen ließe.
Die Gründe, aus denen Karl II. sich nicht scheiden und auch seinen Sohn James Scott, 1. Duke of Monmouth, nicht legitimieren ließ, liegen nicht in seiner starken Liebe zu Katharina oder einer Abneigung gegenüber James. Karl fühlte sich als Monarch und absolutistischer Herrscher, der dem englischen Parlament keinen Präzedenzfall in die Hände spielen wollte, über die Privatangelegenheiten des Königs zu entscheiden. Seine Königswürde war für ihn der Wille Gottes und zugleich war es seine Aufgabe, diesen Gotteswillen gegen den Willen von Parlament und Volk zu verteidigen. Da sein Vater durch die Entscheidung des Parlaments zum Tode verurteilt worden war, war Karl II. in der Wahrung seiner Interessen umso unerbittlicher.

#### Außenpolitische Konflikte
Die früheren Einschränkungen des holländischen Handels (Navigation Acts, 1650) führten zwischen 1665 und 1667 zum zweiten Holländischen Krieg (Englisch-Niederländischer Krieg (1665–1667)). Zunächst konnte England die holländische Besitzung Nieuw Amsterdam erobern. Nieuw Amsterdam wurde später zu Ehren von Karls jüngerem Bruder, Jakob, Duke of York, in New York umbenannt. 1667 gelang der holländischen Flotte ein Überraschungsangriff auf englischem Boden. Die holländische Flotte segelte die Themse stromaufwärts, versenkte alle vor Anker liegenden Schiffe und schleppte das Flaggschiff (die Royal Charles) als Trophäe zurück nach Holland. Mit dem Frieden von Breda wurden 1667 alle Kampfhandlungen mit Holland beigelegt. Als direkte Folge der Niederlage der englischen Flotte wurde Edward Hyde, 1. Earl of Clarendon, aus allen Diensten und Ämtern des Königs entlassen. Das englische Parlament klagte ihn des Hochverrats an und Hyde flüchtete nach Frankreich, wo er 1674 in Rouen starb. Nachdem Karl seinen engsten und langjährigen Berater als Sündenbock für die Niederlage der englischen Flotte missbrauchte, bildete sich ein neuer Beraterstab um den König, der sich Cabal nannte und aus folgenden Personen bestand: George Villiers, 2. Duke of Buckingham, Anthony Ashley Cooper, 1. Earl of Shaftesbury, Thomas Clifford, Henry Bennet und John Maitland, 1. Duke of Lauderdale.
Im Jahre 1668 verbündete sich England mit Schweden und dem einstigen Feind Holland zur Tripleallianz, um der aggressiven Außenpolitik (Devolutionskrieg 1667–1668) von Ludwig XIV. besser zu begegnen. Die Tripleallianz wurde durch den Vertrag von Dover (Treaty of Dover) zerstört, an dessen Ausarbeitung Karls jüngste Schwester, Henriette Anne, maßgeblich beteiligt war. Ludwig XIV. schloss mit seinem Cousin Karl ein Abkommen, das jährliche Zahlungen von £ 200.000 an Karl II. vorsah. Im Gegenzug versprach Karl, den französischen König mit Truppen zu unterstützen und sich öffentlich zum katholischen Glauben zu bekennen. Die Glaubensklausel wurde an folgende Einschränkung geknüpft: as soon as the welfare of his realm will permit (so schnell es das Wohlergehen seines Königreichs zulässt). Ludwig XIV. versprach Karl für die Durchsetzung seines neuen Glaubensbekenntnisses die Unterstützung von 6000 Soldaten. Der englische König war klug genug, dieses Abkommen geheim zu halten. Es bleibt bis heute unklar, ob Karl II. jemals wirklich vorhatte, die Glaubensklausel umzusetzen.

#### Glaubenskonflikte

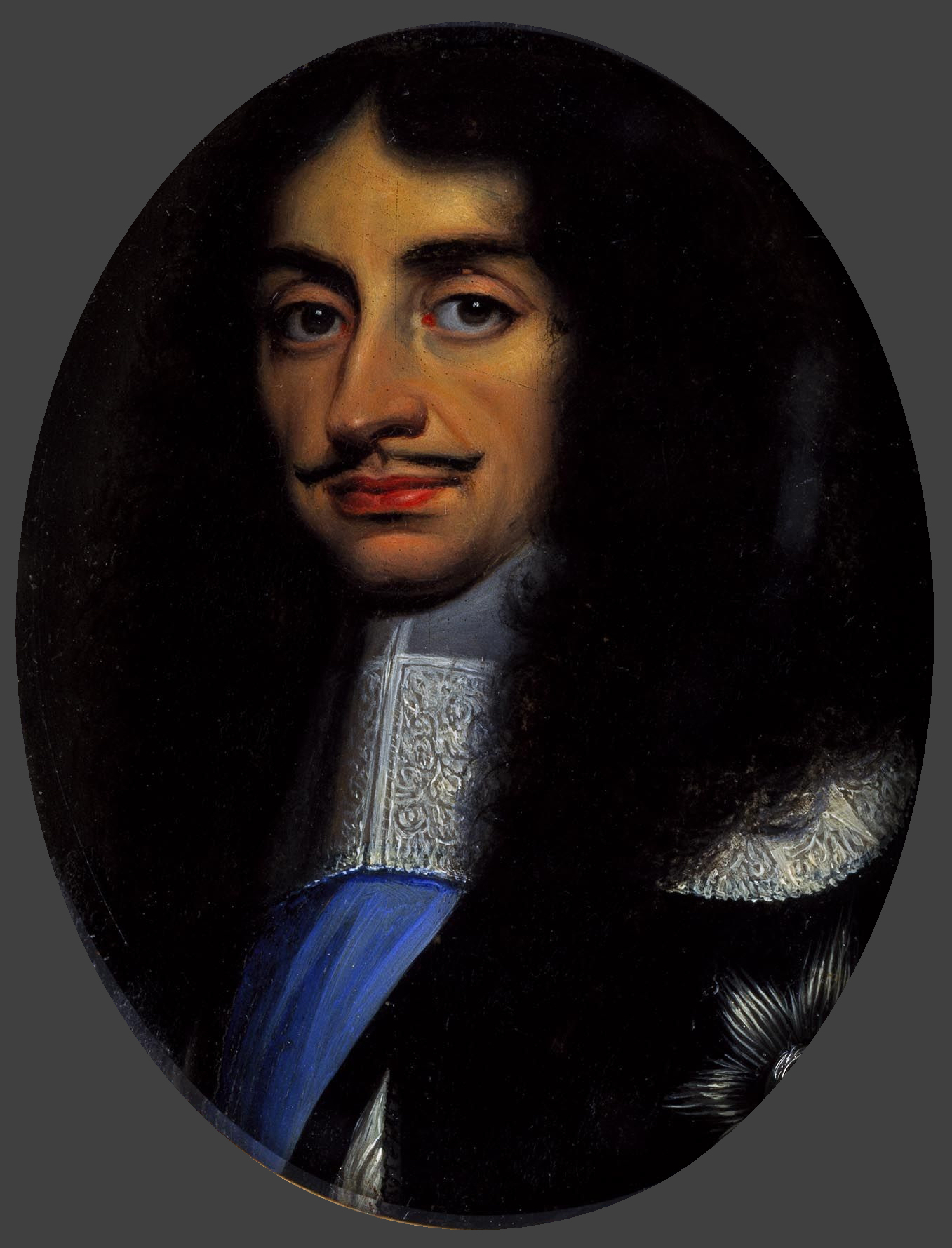
Karl II. (um 1661)

Am 15. März 1672 gab Karl die Erklärung zur Gewährung der Gewissensfreiheit (Royal Declaration of Indulgence) heraus. Sein Vorhaben, sie vom Parlament bewilligen zu lassen, scheiterte. Diese Deklaration hatte ihren Ursprung im oben genannten Vertrag von Dover. Auch wenn Karl offiziell bis zu seinem Tod den protestantischen Glauben behielt, spiegelt die Deklaration ein weiteres Ziel der Abmachung wider: Toleranz gegenüber den englischen Katholiken. In dieser Deklaration Karls II. wurde die sofortige Aussetzung der Strafgesetze gegen Dissenters und Recusants gefordert. Den protestantischen Dissenters sollte es danach erlaubt sein, nur an festgesetzten Orten mit gesetzlich genehmigten Predigern öffentliche Gottesdienste zu halten, den Katholiken wurde erneut die Erlaubnis privater Gottesdienste versprochen. Zusätzlich begnadigte der König fast 500 inhaftierte Dissenters. Die Deklaration war nur für ein Jahr in Kraft und wurde dann zurückgenommen.
Ein weiterer Schritt des Parlaments zur Ausgrenzung der papistischen Kräfte in England wurde der erste Test Act. Darin wurde festgelegt, dass alle Beamten in Verwaltung, Justiz, Kirche oder Militär den Supremats- und Loyalitätseid unter Zeugen ablegen mussten. Ebenso mussten sie fortan eine Erklärung gegen die Transsubstantiationslehre der katholischen Kirche unterzeichnen, die sie dann wiederum durch den öffentlichen Empfang der Kommunion in der Church of England bestätigen mussten. Am 5. Februar 1673 folgte ein Gesetz, welches regelte, dass in Katharinas Kapellen nur noch Geistliche portugiesischer Nationalität wirken durften. Engländern wurde der Besuch der Messen in katholischen Kapellen ausdrücklich untersagt und für die Einhaltung dieses Verbots wurde auch Katharina haftbar gemacht. Eine direkte Entwicklung des Test Act war, dass Barbara Villiers, deren Verhältnis mit dem König schon seit 1670 nicht mehr zum besten stand, ihre Stellung bei Hofe verlor.
Die Problematik der Thronfolge, damit verbunden die Angst vor einem katholischen König, verschärfte sich weiter, als sich Anne Hyde, die Mutter der späteren englischen Königinnen Maria II. und Anne, zum Katholizismus bekannte. Jakobs zweite Frau, die italienische Prinzessin Maria Beatrix von Modena, war ebenfalls katholisch. So erhob sich nach 1672 für viele Anglikaner das Schreckgespenst einer Linie katholischer Herrscher in England, da Jakob bereits zwei Kinder mit Anne hatte und die Chancen auf Kinder mit Maria sehr hoch waren, die ebenfalls katholisch getauft würden. Das Parlament versuchte, Karls Erklärung zur Gewährung der Gewissensfreiheit (Declaration of Indulgence) vom König selbst zurücknehmen zu lassen. Als diese Forderung Karl nicht beeindruckte, begann eine Kampagne, welche zum Ziel hatte, Jakob von der Thronfolge auszuschließen.
1678 erließ das Parlament ein Gesetz, nach dem es Katholiken verboten wurde, einen Sitz in einem der beiden Häuser des Parlaments einzunehmen. Dieses Gesetz entsprang auch dem Verdacht einer möglichen Gegenreformation in England. Da die Gegenreformation in ganz Europa auf dem Vormarsch war, wollte man dieser Entwicklung damit entgegenwirken und alle noch verbliebenen heimlichen Katholiken endgültig aus wichtigen Ämtern entfernen.
Die panische Angst vor katholischen Intrigen und papistischen Verschwörungen in England spielte dem Prediger Titus Oates in die Hände. Zusammen mit Israel Tonge verbreitete er 1678 Gerüchte über eine Verschwörung zur Ermordung des Königs und zur Ausrottung des Protestantismus in England („Popish Plot“). Obwohl der König Titus Oates’ Erzählungen als Lügen bezeichnete, verbreiteten sie sich rasch und gewannen, vor allem durch die Unterstützung Lord Danbys, Glaubwürdigkeit. Private Briefe wurden veröffentlicht, in denen der ehemalige Sekretär von Jakob II., Edward Colemann, mit Jesuiten und französischen Agenten wegen eines Sturzes des englischen Protestantismus mit Hilfe Frankreichs korrespondiert hatte. Außerdem wurde Sir Edmund Godfrey, der Friedensrichter, der Titus Oates’ Aussagen aufgenommen hatte, ermordet. Titus Oates nannte in seinen Aussagen die Namen von Mitgliedern eines angeblichen katholischen Schattenkabinetts. So wurden der 72-jährige Henry Arundell, 3. Baron Arundell of Wardour und der 64-jährige John Belasyse, 1. Baron Belasyse sowie weitere Mitglieder der Peers und des House of Lords des Hochverrats angeklagt.
Diese Falschanklagen hatten zur Folge, dass ein zweiter Test Act erlassen wurde, welcher die Katholiken endgültig aus dem Parlament ausschloss und allen Abgeordneten erneut eine Erklärung abverlangte, in der die Transsubstantiationslehre und jegliche sonstigen götzendienerischen und abergläubischen Riten der katholischen Kirche verworfen wurden. Als Titus Oates dann Katharina beschuldigte, ihren Mann vergiften zu wollen, geriet Karls Frau in akute Gefahr. Oates’ Beschuldigungen wurden so ernst genommen, dass man am 8. November 1678 ihre Gemächer in Somerset House durchsuchte. Am 28. November wurde sie von der Untersuchungskommission wegen Hochverrats angeklagt. Die Anklagen wurden später fallengelassen. Der König persönlich verhörte Titus Oates und deckte in seinen Aussagen Ungereimtheiten und Widersprüche auf, er ließ ihn verhaften und in ein Gefängnis einliefern. Das Parlament befreite Oates, der bis 1681 als freier Mann immer wieder Komplotte anzeigte und vor allem unschuldige Menschen anklagte. Der englische Richter George Jeffreys, auch Hanging Judge Jeffreys genannt, bezeichnete Oates als Schande für die Menschheit. 1681 wurde Oates zu einer Haftstrafe verurteilt, er starb am 13. Juli 1705.

#### Auflösung des Parlaments
Thomas Osborne, Lord Danby, ein überzeugter Anti-Katholik, der Titus Oates dabei unterstützt hatte, seine Anschuldigungen öffentlich bekannt zu machen, wurde im Verlauf des Jahres 1678 durch das britische Unterhaus des Hochverrats angeklagt. Die Anklage wurde mit seiner Unterstützung von Oates’ Anschuldigungen begründet, denn ohne seine Einmischungen hätten Oates’ Anschuldigungen niemals solche Ausmaße annehmen und den Frieden im Lande erheblich beeinträchtigen können. Obwohl die Stimmung in England einen Krieg mit dem katholischen Frankreich befürwortete, hatte Karl in geheimen Verhandlungen mit dem französischen König eine Übereinkunft getroffen. Im Fall kriegerischer Ausschreitungen würde sich England offiziell neutral verhalten, gegen die Zahlung bestimmter Gelder aus Frankreich. Lord Danby, der Frankreich ablehnend gegenüberstand, beugte sich in diesem Falle den Wünschen des Königs. Trotz seines Einlenkens wurde die Anklage gegen ihn aufrechterhalten. Am 24. Januar 1679 löste Karl das Parlament auf, um Lord Danby vor der Anklage und einer Verurteilung zu bewahren.
Im März des gleichen Jahres wurde ein neues Parlament eingesetzt, das sich dem König gegenüber eher feindselig verhielt und seine Entscheidungen blockierte. Lord Danby wurde gezwungen, seinen Posten als Lord High Treasurer aufzugeben, und erhielt eine Begnadigung durch den König. Trotz der königlichen Begnadigung und der Auflösung des alten Parlamentes wurden sofort alle Anklagepunkte gegen Lord Danby durch das neue Parlament wieder aufgenommen. Während das House of Lords als Strafe für Lord Danby das Exil vorschlug, war dies für das House of Commons keine ausreichend harte Strafe. Gemeinsam beschloss man, die Anklage fallenzulassen und eine Parlamentsverurteilung auszusprechen. In diesem Falle beugte sich Karl den Wünschen seiner Opponenten und verpflichtete sich, Lord Danby in den Tower of London einliefern zu lassen, wo er für fünf Jahre verblieb.

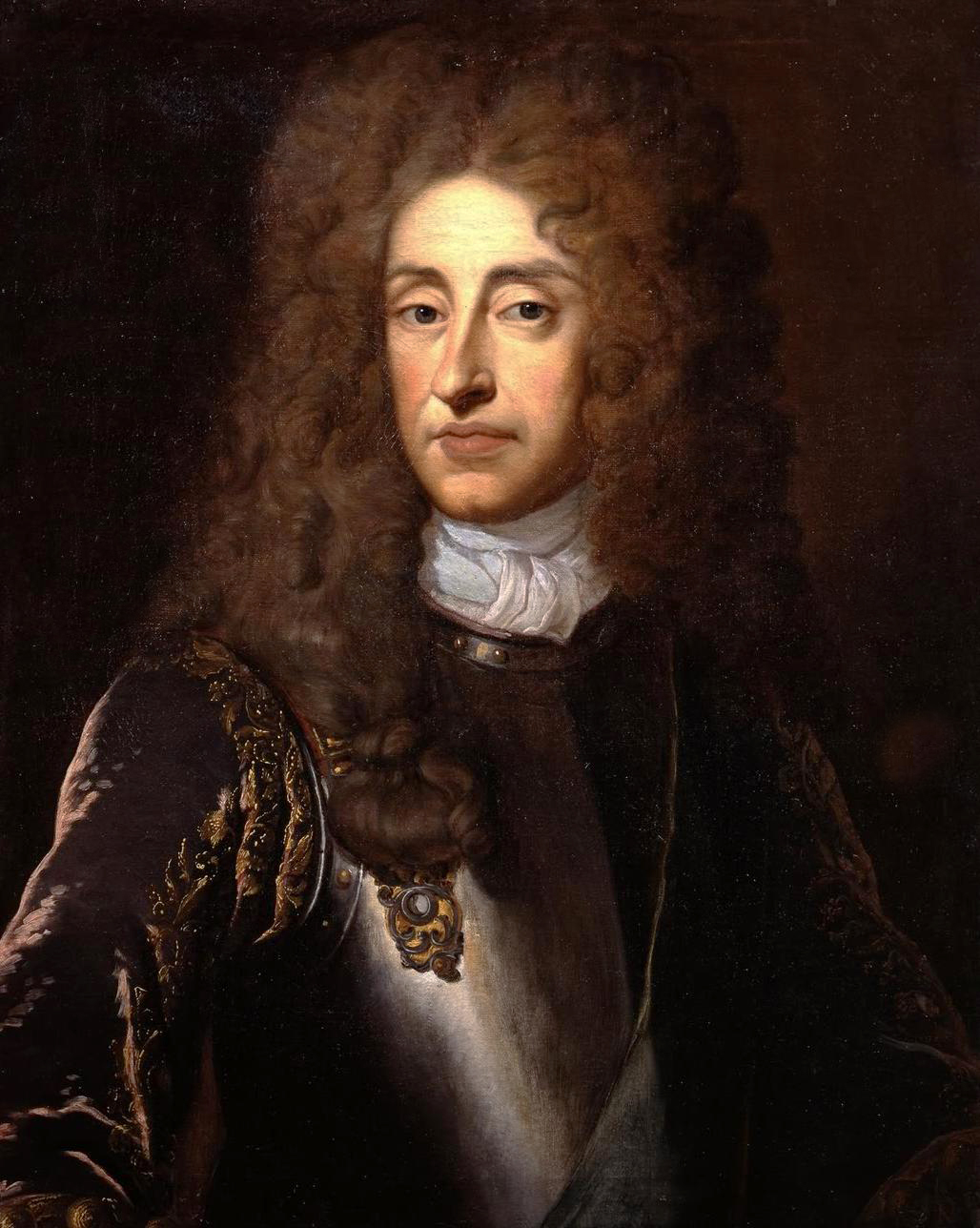
Jakob, Herzog von York (ab 1685 Jakob II.)

Das neue Parlament verabschiedete im selben Jahr die Exclusion Bill. Diese Ausschlussakte hatte das Ziel, den Bruder des Königs (den späteren Jakob II.) von der Thronfolge auszuschließen und für immer zu verhindern, dass ein katholischer König den Thron von England besteigen würde. Anthony Ashley Cooper, 1. Earl of Shaftesbury und ehemaliges Mitglied der Cabal, brachte die Exclusion Bill zur Abstimmung im Parlament ein. Auch wurde im Parlament wieder die Forderung nach der Legitimierung von James Scott, 1. Duke of Monmouth, diskutiert. Aus den Adhorrers – jenen Parlamentariern, die gegen die Exclusion Bill stimmten – entwickelte sich später die englische Tory-Partei. Aus den Petitioners – jenen Parlamentariern, die die Exclusion Bill unterstützten – entwickelte sich später die englische Whig-Partei.
Im Dezember 1679 wurde das Parlament durch Karl wieder aufgelöst. Der Standpunkt des englischen Königs war klar: Keine weltliche Macht hatte in die seiner Ansicht nach durch Gottesgnadentum verliehene Thronfolge einzugreifen. Aus der Befürchtung heraus, dass die Exclusion Bill doch vom Parlament bewilligt würde, wurde das Parlament in den Jahren 1680 und 1681 immer wieder aufgelöst.
Im Verlauf des Jahres 1680 begann sich die breite Zustimmung im Parlament für die Exclusion Bill aufzulösen. Die Stimmung im Ober- und Unterhaus sowie die der zeitgenössischen Quellen wandelte sich von offener Feindseligkeit gegen den König zu einem Anstieg von Loyalitätsbekundungen. Trotzdem ließ Karl das Parlament aufgelöst und regierte ab 1681 als absolutistischer Monarch ohne Parlament weiter.

### Lebensende

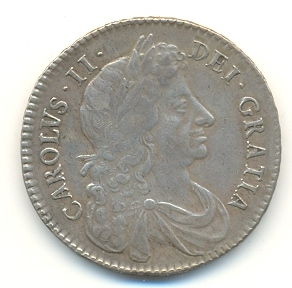
Münze Karls II., 1683. Die Prägung lautet: CAROLUS II DEI GRATIA (Karl II. durch die Gnade Gottes)

Im Frühjahr 1683 wurde ein Komplott zur Ermordung des Königs und des Duke of York aufgedeckt (Rye House Plot). Der Plan war, beide zu töten, während sie die Pferderennen in Newmarket besuchten. Ein großes Feuer, das kurz vorher in Newmarket ausbrach, verhinderte den Besuch der königlichen Brüder und vereitelte damit die Mordpläne. Die protestantischen Politiker Algernon Sidney und Lord William Russell wurden beschuldigt, die treibenden Kräfte bei der Planung gewesen zu sein, und des Hochverrats angeklagt. Ungeachtet der dünnen Beweislage wurden beide zum Tode verurteilt.
Karl starb unerwartet und nach kurzer Erkrankung an Harnvergiftung (Urämie). Kurz vor seinem Tod trat er zum katholischen Glauben über. Am Morgen des 6. Februar 1685 erhielt er die Sterbesakramente durch den Priester John Huddleston, kurz danach starb er. Karl wurde in der Westminster Abbey beigesetzt.

### Erbe
Karls Nachfolger wurde sein jüngerer Bruder als Jakob II. von England und Jakob VII. von Schottland, der zum Katholizismus konvertiert und im Volk allgemein unbeliebt war. Der illegitime Sohn Karls II. James Scott, 1. Duke of Monmouth beanspruchte anstelle seines Onkels ebenfalls den Thron, seine Truppen wurden aber am 6. Juli 1685 bei dem Örtchen Sedgemoor geschlagen. Am 15. Juli 1685 nahm man ihn gefangen und richtete ihn schließlich im Tower zu London hin. Jakob war der letzte katholische König von England, bis er 1688 in der Folge der Glorious Revolution entthront wurde.
In die Regierungszeit Karls II. fiel die Schaffensperiode des englischen Komponisten Henry Purcell. Karl II. war ein großer Förderer der Künste und Wissenschaften. Er unterstützte die Gründung der Royal Society, einer wissenschaftlichen Vereinigung, zu deren ersten Mitgliedern Robert Hooke, Robert Boyle und Sir Isaac Newton gehörten. Weiter war er der persönliche Förderer von Sir Christopher Wren, dem Architekten, der London nach dem großen Feuer (1666) wiederaufbaute. Wren arbeitete auch die Pläne für das Royal Hospital Chelsea aus, das Karl 1682 als Altersheim für Veteranen der Armee gründete. Sein Denkmal steht noch heute vor dem Krankenhaus.
Der Gedenktag von Karls II. Wiedererlangung der Herrschaft (Restauration), der auch sein Geburtstag ist (29. Mai), wird in England als Oak Apple Day gefeiert in Erinnerung daran, dass er sich 1651 in einer Eiche versteckt hatte und ihm danach die Flucht aus England gelungen war. Karls Beziehungen sowie die Geschichte seiner Herrschaft wurden in dem 2003 ausgestrahlten BBC-Film Charles II: The Power and The Passion dargestellt.

## Geschwister
1. Karl Jakob (*/† 13. Mai 1629), Duke of Cornwall and Rothesay
2. Mary (1631–1660) ⚭ Willem II von Oranien
3. Jakob II. (1633–1701)
4. Elisabeth (29. Dezember 1635–8. September 1650)
5. Anne (17. März 1637–5. November 1640)
6. Catherine (*/† 29. Juni 1639)
7. Heinrich (8. Juli 1640–13. September 1660), Duke of Gloucester
8. Henriette Anne, genannt Minette (1644–1670) ⚭ Philippe d’Orléans.

## Nachkommen
König Karl II. hinterließ keine legitimen Kinder und Thronerben. Er war Vater zahlreicher Kinder mit seinen offiziellen Mätressen. Fast alle diese Kinder erkannte er an. Die Anzahl weiterer illegitimer Kinder soll bei 350 liegen, eine Zahl, die ihm schon zu Lebzeiten zugeschrieben und nie überprüft wurde.
- Kind mit Marguerite oder Margaret de Carteret:
  - Einige Autoren berichten, sie habe 1646 einen Sohn zur Welt gebracht: James de la Cloche oder auch de Carteret genannt, er sei im Jahre 1667 gestorben.
- Kinder mit Lucy Walter (* 1630; † 1658):
  - James Crofts Scott (* 1649; † 1685), erhoben zum Duke of Monmouth (1663) in der Peerage of England und zum Duke of Buccleuch (1663) in der Peerage of Scotland
  - Mary Crofts, (* 1651; † ?), nicht anerkannt. (Sie heiratete William Sarsfield, später William Fanshaw und arbeitete als Heilerin in Covent Garden.)
- Kind mit Elizabeth Killigrew (* 1622; † 1680):
  - Charlotte Jemima Henrietta Maria Boyle, Fitzcharles (* 1650; † 1684)
- Kinder mit Catherine Pegge, Lady Green:
  - Charles Fitzcharles, (* 1657; † 1680), 1. Earl of Plymouth, auch Don Carlos genannt, zum Earl of Plymouth erhoben (1675)
  - Catherine Fitzcharles (* 1658, starb noch im Kleinkindalter)
- Kinder mit Barbara Villiers, 1. Duchess of Cleveland (* 1640; † 1709):
  - Lady Anne (FitzRoy) Palmer (* 1661; † 1722), möglicher Vater war auch Philip Stanhope, 2. Earl of Chesterfield, sie wurde 1673 von Karl anerkannt, ⚭ 1674 Thomas Lennard, 1. Earl of Sussex
  - Charles (FitzRoy) Palmer (* 1662; † 1730), später wurde er zum Baron Limerick, Earl of Southampton, Duke of Southampton ernannt.
  - Henry FitzRoy (* 1663; † 1690), wurde später zum Earl of Euston und Duke of Grafton ernannt.
  - Lady Charlotte Fitzroy (* 1664; † 1718) ⚭ 1677 Edward Lee, 1. Earl of Lichfield
  - George Fitzroy (* 1665; † 1716), wurde später zum Earl of Northumberland und Duke of Northumberland ernannt.
  - Lady Cecelia FitzRoy (* 1671; † 1759), Nonne in Dünkirchen
  - Lady Barbara (Benedicta) Fitzroy (* 1672; † 1737), sie wurde zwar anerkannt, aber war vermutlich die Tochter von John Churchill, 1. Duke of Marlborough.
- Kinder mit Nell Gwyn (* 1650; † 1687):
  - Charles Beauclerk (* 1670; † 1726), wurde später zum Earl of Burford, dann zum Duke of St. Albans ernannt.
  - James Beauclerk (* 1671; † 1681)
- Kind mit Louise de Kérouaille (* 1649; † 1734):
  - Charles Lennox (* 1672; † 1723), wurde mit nur drei Jahren zum Duke of Richmond und später zum Duke of Lennox ernannt, Vorfahre von Diana, Princess of Wales und Königin Camilla
- Kind mit Mary ‚Moll‘ Davis:
  - Lady Mary Tudor (* 1673; † 1726), ⚭ (1) 1687 Edward Radclyffe, 2. Earl of Derwentwater (1655–1705), ⚭ (2) 1705 Henry Graham, MP, ⚭ (3) 1707 James Rooke.

Weitere bekannte Mätressen und Geliebte:
- Cristabella Wyndham, seine Ziehmutter, die ihn angeblich als Vierzehnjährigen verführte
- Hortensia Mancini, Herzogin von Mazarin (* 1646; † 1699)
- Winifred Wells, eine der Hofdamen der Königin
- Mrs Jane Roberts, die Tochter eines Pfarrers
- Mary Bagot (* 1665; † 1679), Witwe des Charles Berkeley, 1. Earl of Falmouth
- Lady Elizabeth Holles († 1666), Gattin des Wentworth FitzGerald, 17. Earl of Kildare

## Vorfahren
| Henry Stewart | Henry Stewart | Henry Stewart | Henry Stewart | Henry Stewart            | Henry Stewart            |                          |                          | Maria Stuart             | Maria Stuart             | Maria Stuart | Maria Stuart | Maria Stuart | Maria Stuart |         |         | Friedrich II. von Dänemark | Friedrich II. von Dänemark | Friedrich II. von Dänemark | Friedrich II. von Dänemark | Friedrich II. von Dänemark | Friedrich II. von Dänemark |                   |                   | Sophie von Mecklenburg | Sophie von Mecklenburg | Sophie von Mecklenburg | Sophie von Mecklenburg | Sophie von Mecklenburg | Sophie von Mecklenburg |  |  | Anton von Bourbon | Anton von Bourbon | Anton von Bourbon | Anton von Bourbon | Anton von Bourbon           | Anton von Bourbon           |                             |                             | Johanna von Albret          | Johanna von Albret          | Johanna von Albret | Johanna von Albret | Johanna von Albret             | Johanna von Albret             |                                |                                | Franz I. de’ Medici            | Franz I. de’ Medici            | Franz I. de’ Medici | Franz I. de’ Medici | Franz I. de’ Medici | Franz I. de’ Medici |                  |                  | Johanna von Österreich | Johanna von Österreich | Johanna von Österreich | Johanna von Österreich | Johanna von Österreich | Johanna von Österreich |
| Henry Stewart | Henry Stewart | Henry Stewart | Henry Stewart | Henry Stewart            | Henry Stewart            |                          |                          | Maria Stuart             | Maria Stuart             | Maria Stuart | Maria Stuart | Maria Stuart | Maria Stuart |         |         | Friedrich II. von Dänemark | Friedrich II. von Dänemark | Friedrich II. von Dänemark | Friedrich II. von Dänemark | Friedrich II. von Dänemark | Friedrich II. von Dänemark |                   |                   | Sophie von Mecklenburg | Sophie von Mecklenburg | Sophie von Mecklenburg | Sophie von Mecklenburg | Sophie von Mecklenburg | Sophie von Mecklenburg |  |  | Anton von Bourbon | Anton von Bourbon | Anton von Bourbon | Anton von Bourbon | Anton von Bourbon           | Anton von Bourbon           |                             |                             | Johanna von Albret          | Johanna von Albret          | Johanna von Albret | Johanna von Albret | Johanna von Albret             | Johanna von Albret             |                                |                                | Franz I. de’ Medici            | Franz I. de’ Medici            | Franz I. de’ Medici | Franz I. de’ Medici | Franz I. de’ Medici | Franz I. de’ Medici |                  |                  | Johanna von Österreich | Johanna von Österreich | Johanna von Österreich | Johanna von Österreich | Johanna von Österreich | Johanna von Österreich |
|               |               |               |               |                          |                          |                          |                          |                          |                          |              |              |              |              |         |         |                            |                            |                            |                            |                            |                            |                   |                   |                        |                        |                        |                        |                        |                        |  |  |                   |                   |                   |                   |                             |                             |                             |                             |                             |                             |                    |                    |                                |                                |                                |                                |                                |                                |                     |                     |                     |                     |                  |                  |                        |                        |                        |                        |                        |                        |
|               |               |               |               | Jakob VI. von Schottland | Jakob VI. von Schottland | Jakob VI. von Schottland | Jakob VI. von Schottland | Jakob VI. von Schottland | Jakob VI. von Schottland |              |              |              |              |         |         |                            |                            |                            |                            | Anna von Dänemark          | Anna von Dänemark          | Anna von Dänemark | Anna von Dänemark | Anna von Dänemark      | Anna von Dänemark      |                        |                        |                        |                        |  |  |                   |                   |                   |                   | Heinrich IV. von Frankreich | Heinrich IV. von Frankreich | Heinrich IV. von Frankreich | Heinrich IV. von Frankreich | Heinrich IV. von Frankreich | Heinrich IV. von Frankreich |                    |                    |                                |                                |                                |                                |                                |                                |                     |                     | Maria de’ Medici    | Maria de’ Medici    | Maria de’ Medici | Maria de’ Medici | Maria de’ Medici       | Maria de’ Medici       |                        |                        |                        |                        |
|               |               |               |               | Jakob VI. von Schottland | Jakob VI. von Schottland | Jakob VI. von Schottland | Jakob VI. von Schottland | Jakob VI. von Schottland | Jakob VI. von Schottland |              |              |              |              |         |         |                            |                            |                            |                            | Anna von Dänemark          | Anna von Dänemark          | Anna von Dänemark | Anna von Dänemark | Anna von Dänemark      | Anna von Dänemark      |                        |                        |                        |                        |  |  |                   |                   |                   |                   | Heinrich IV. von Frankreich | Heinrich IV. von Frankreich | Heinrich IV. von Frankreich | Heinrich IV. von Frankreich | Heinrich IV. von Frankreich | Heinrich IV. von Frankreich |                    |                    |                                |                                |                                |                                |                                |                                |                     |                     | Maria de’ Medici    | Maria de’ Medici    | Maria de’ Medici | Maria de’ Medici | Maria de’ Medici       | Maria de’ Medici       |                        |                        |                        |                        |
|               |               |               |               |                          |                          |                          |                          |                          |                          |              |              |              |              |         |         |                            |                            |                            |                            |                            |                            |                   |                   |                        |                        |                        |                        |                        |                        |  |  |                   |                   |                   |                   |                             |                             |                             |                             |                             |                             |                    |                    |                                |                                |                                |                                |                                |                                |                     |                     |                     |                     |                  |                  |                        |                        |                        |                        |                        |                        |
|               |               |               |               |                          |                          |                          |                          |                          |                          |              |              | Karl I.      | Karl I.      | Karl I. | Karl I. | Karl I.                    | Karl I.                    |                            |                            |                            |                            |                   |                   |                        |                        |                        |                        |                        |                        |  |  |                   |                   |                   |                   |                             |                             |                             |                             |                             |                             |                    |                    | Henrietta Maria von Frankreich | Henrietta Maria von Frankreich | Henrietta Maria von Frankreich | Henrietta Maria von Frankreich | Henrietta Maria von Frankreich | Henrietta Maria von Frankreich |                     |                     |                     |                     |                  |                  |                        |                        |                        |                        |                        |                        |
|               |               |               |               |                          |                          |                          |                          |                          |                          |              |              | Karl I.      | Karl I.      | Karl I. | Karl I. | Karl I.                    | Karl I.                    |                            |                            |                            |                            |                   |                   |                        |                        |                        |                        |                        |                        |  |  |                   |                   |                   |                   |                             |                             |                             |                             |                             |                             |                    |                    | Henrietta Maria von Frankreich | Henrietta Maria von Frankreich | Henrietta Maria von Frankreich | Henrietta Maria von Frankreich | Henrietta Maria von Frankreich | Henrietta Maria von Frankreich |                     |                     |                     |                     |                  |                  |                        |                        |                        |                        |                        |                        |
|               |               |               |               |                          |                          |                          |                          |                          |                          |              |              |              |              |         |         |                            |                            |                            |                            |                            |                            |                   |                   |                        |                        |                        |                        |                        |                        |  |  |                   |                   |                   |                   |                             |                             |                             |                             |                             |                             |                    |                    |                                |                                |                                |                                |                                |                                |                     |                     |                     |                     |                  |                  |                        |                        |                        |                        |                        |                        |
|               |               |               |               |                          |                          |                          |                          |                          |                          |              |              |              |              |         |         |                            |                            |                            |                            |                            |                            |                   |                   |                        |                        |                        |                        | Karl II.               |                        |  |  |                   |                   |                   |                   |                             |                             |                             |                             |                             |                             |                    |                    |                                |                                |                                |                                |                                |                                |                     |                     |                     |                     |                  |                  |                        |                        |                        |                        |                        |                        |

## Verfilmungen
- 1911: Love Story of Charles II
- 1995: England, My England
- 2003: Charles II. – The Power And The Passion